# استریم‌لاین مدرن
استریم‌لاین مدرن (به انگلیسی: Streamline Moderne) یا مُنحنی‌سازی نوین، سبکی بین‌المللی در معماری و طراحی منبعث از آرت دکو است که در دههٔ ۱۹۳۰ میلادی ظهور کرد. با الهام از طراحی آیرودینامیکی در آن بر فرم‌های منحنی و انحناهایی که حداقل مقاومت در برابر جریان سیال نشان می‌دهند و همین‌طور استفاده از خطوط افقی کشیده و گاهی عناصر دریایی تأکید می‌شود.
در طراحی صنعتی، از آن در طراحیِ لوکوموتیو، تلفن، توستر، اتوبوس، لوازم خانگی و سایر دستگاه‌ها استفاده می‌شد تا حس شیک بودن و مدرنیته را القا کند.
در فرانسه، آن را استیل پکِبو (Style Paquebot) یا «سبک اقیانوس‌پیما» که تحت تأثیر طراحی کشتیِ اقیانوس‌پیمای تجملیِ اس‌اس نورماندی (SS Normandie) [که در سال ۱۹۳۲ میلادی ساخته شد]، می‌نامیدند.

## تأثیرات و ریشه‌ها
با پیشرفت رکودِ بزرگ اقتصادی جهان در دههٔ ۱۹۳۰ میلادی، آمریکایی‌ها جنبهٔ جدیدی از آرت دکو را دیدند یعنی منحنی‌سازی (Streamlining)، مفهومی که برای اولین بار توسط طراحان صنعتی که تزئینات طراحیِ آرت دکو را بواسطهٔ توسعهٔ علمی، به نفعِ مفهوم خط خالصِ آیرودینامیکی، حرکت و سرعت حذف کردند. فُرم‌های استوانه‌ای شکل و پنجره‌های افقی بلند در معماری نیز ممکن است تحت تأثیر ساختارگرایی (Constructivism) و هنرمندانِ عینیت نو (New Objectivity) که مرتبط به دویتچر ورک‌بوند (Deutscher Werkbund) است، قرار گرفته باشند.

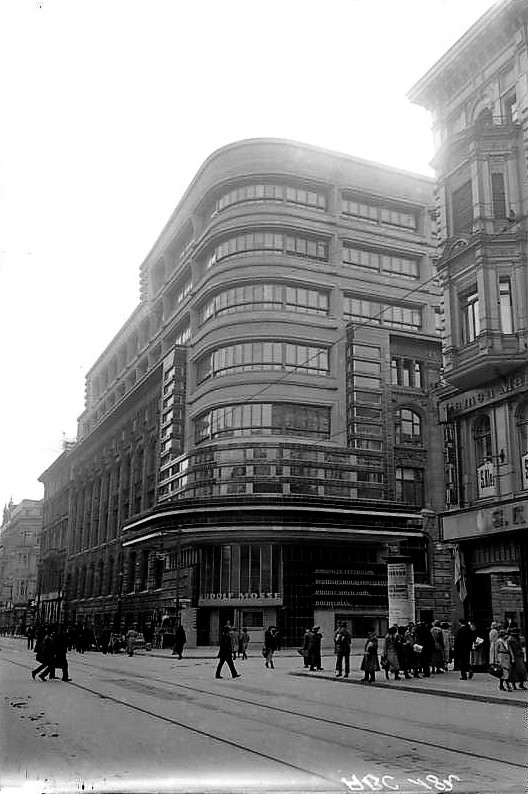
موسه‌هاوس، سپتامبر سال ۱۹۲۳ میلادی

نمونه‌ای از این سبک عبارت است از بازسازی گوشهٔ ساختمان اداری موسه‌هاوس (Mossehaus) برلین در سال ۱۹۲۳ میلادی توسط اریش مندلسون (Erich Mendelsohn) و طراحی داخلیِ ریچارد نویترا (Richard Neutra).
استریم‌لاین مدرن گاهی بازتابی از دوران سختِ اقتصادی بود؛ زوایای تیز با منحنی‌های سادهٔ آیرودینامیکی و تزئینات با بتنِ هموار و شیشه جایگزین می‌شدند.
این سبک اولین سبکی بود که نور الکتریکی را در ساختارِ معماری گنجاند. در اتاق ناهارخوریِ درجه یکِ کشتی اس‌اس نورماندی که در سال‌های ۱۹۳۵–۱۹۳۳ میلادی تعبیه شده بود، دوازده ستون بلند از شیشهٔ لالیک (Lalique) و ۳۸ ستون منور، داخل اتاق را روشن می‌کردند. سرسرای هتل سترَند پالاس (Strand Palace) (۱۹۳۰)، که در طول سال ۱۹۶۹ میلادی توسط موزهٔ ویکتوریا و آلبرت از تخریب محافظت شد، یکی از اولین استفاده‌ها از شیشه‌های معماری با نور داخلی بود و اتفاقاً اولین فضای داخلی مدرن بود که در یک موزه حفظ شد.

## معماری
استریم‌لاین مدرن اغلب در ساختمان‌های مرتبط با حمل و نقل و جابجایی، مانند ایستگاه‌های اتوبوس و قطار، پایانه‌های فرودگاه، کافه‌های کنار جاده‌ای و ساختمان‌های بنادر ظاهر می‌شود. ویژگی‌های مشترکی با معماری مدرن از جمله گرایش به جهت افقی، نبش‌های گرد، استفاده از دیوارهای بلوک شیشه‌ای یا پنجره‌های دریچه‌ای، پنجره‌های هم‌سطح، دیوارهای اندودکاری شده، شیارها یا خطوط افقی در دیوارها، انحنای دیوارهای پشت، استفاده از فلز با روکش کُروم، نرده‌کشی‌های افقی از جنس فولاد زنگ‌نزن و سقف‌های مسطح را دارد؛ همین‌طور رنگ‌های مورد استفاده غالباً از بیرنگِ سفید یا در رنگ‌های بسیار ملایم (Pastel) [از خانوادهٔ رنگ‌هایی با ترکیبِ درصد بالایی از سفید] هستند.
نمونه‌ای از این سبک معماری، حمام پارک آبی (Aquatic Park Bathhouse) در منطقهٔ تاریخی پارک آبی، در سان‌فرانسیسکو است. این ساختمان در سال ۱۹۳۶ میلادی توسط ادارهٔ پیشرفت کارها (Works Progress Administration) ساخته شد. معماری این بنا با خطوط افقی متمایز، نرده‌هایی با گوشه‌های گرد کلاسیک و پنجره‌های دریچه‌ای گرد، برگرفته از عناصر کشتی است. بسیاری از تزئینات و جزئیات اصلی در فضای داخلی نیز حفظ شده‌است، از جمله نقاشی‌های دیواری هنرمند و نظریه‌پرداز رنگ هیلایر هیلر (Hilaire Hiler). معماران این ساختمان ویلیام موزرِ پسر (.William Mooser Jr) و ویلیام موزر سوم (William Mooser III) بودند. اکنون کاربری این ساختمان به عنوان مرکز اداری منطقهٔ تاریخی پارک آبی (Administrative Center of Aquatic Park Historic District) است.
هتل نورماندی (Normandie) در سان خوآن/پورتوریکو، که در سال ۱۹۴۲ میلادی افتتاح شد، به روش یا سبکِ طراحیِ کشتی اقیانوس‌پیمای اس‌اس نورماندی ساخته شده‌است و نشانگر شمایل اصلی کشتی است. غذاخوری‌های منحنی‌سازِ استرلینگ (Sterling Streamliner Diners) در نیو انگلند، نیز رستوران‌های کوچک زنجیره‌ای بودند که مانند قطارهایِ استریم‌لاین طراحی شده بودند.

اگرچه خانه‌های مسکونیِ استریم‌لاین مدرن کمتر از ساختمان‌های تجاری استریم‌لاین رایج هستند، اما اقامتگاه‌هایی به این سبک وجود دارند. خانهٔ لایدکر (Lydecker House) در لُس آنجلس، ساخته شده توسط هاوارد لایدکر (Howard Lydecker)، نمونه‌ای از طراحی استریم‌لاین مدرن در معماری مسکونی است. در بسط اثرگذاری، گاهی از این عناصر سبکی به عنوان عامل تغییر در معماریِ خانه‌های ردیف‌ساز شهریِ (Terraced House) پس از جنگ در منطقهٔ سانست در سان فرانسیسکو استفاده می‌شد. در ایران در دوره پهلوی اول معمارانی مثل وارطان هوانسیان در طرهای خود که به سبک آرت دکو طراحی کرده، مانند کاخ شهناز در سعد آباد  از استریم لاین در احجام ساختمان استفاده کرده است . 

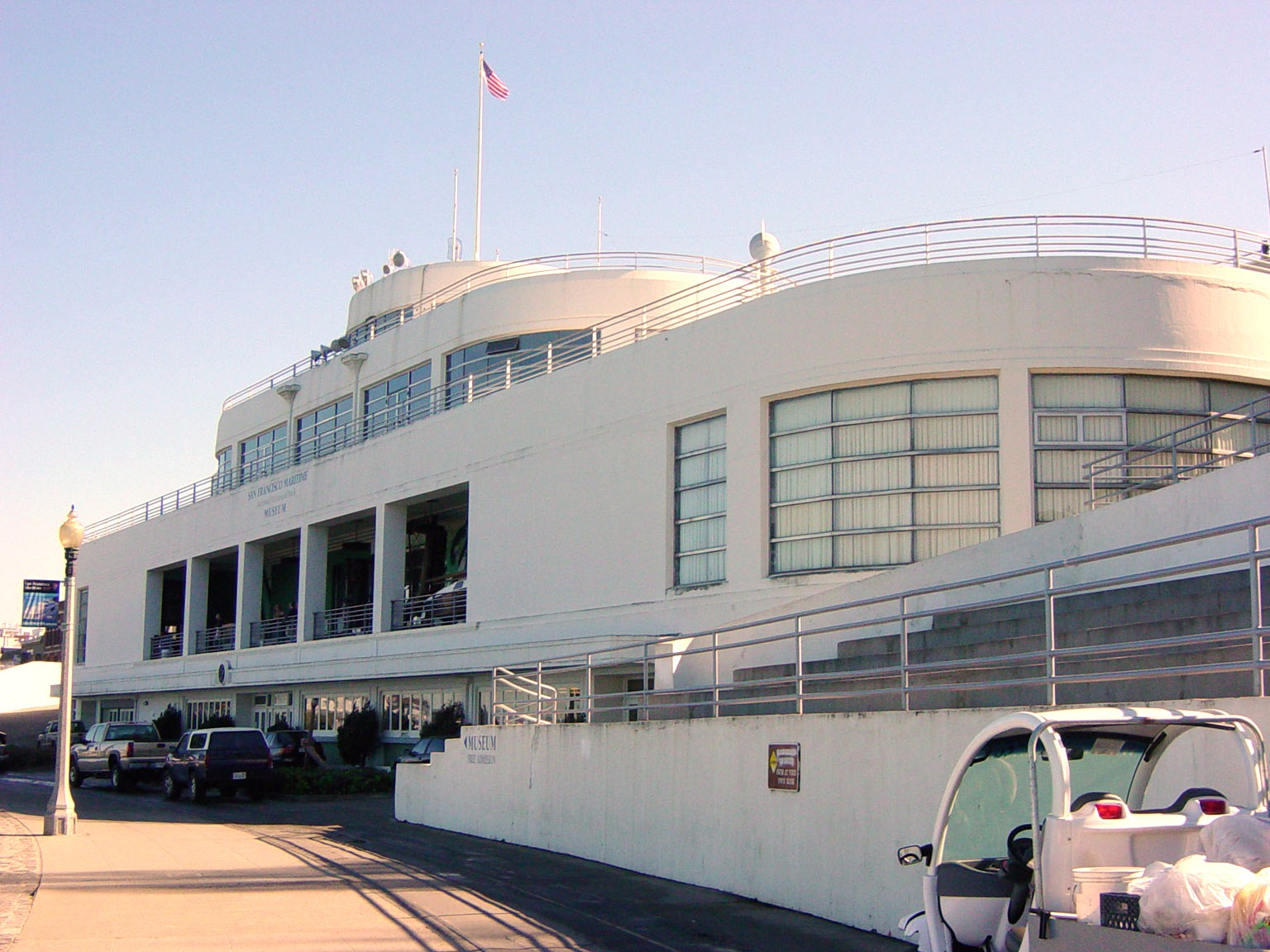
حمام پارک آبی، اکنون بخشی از منطقهٔ تاریخی پارک آبی سانفرانسیسکو (۱۹۳۶)
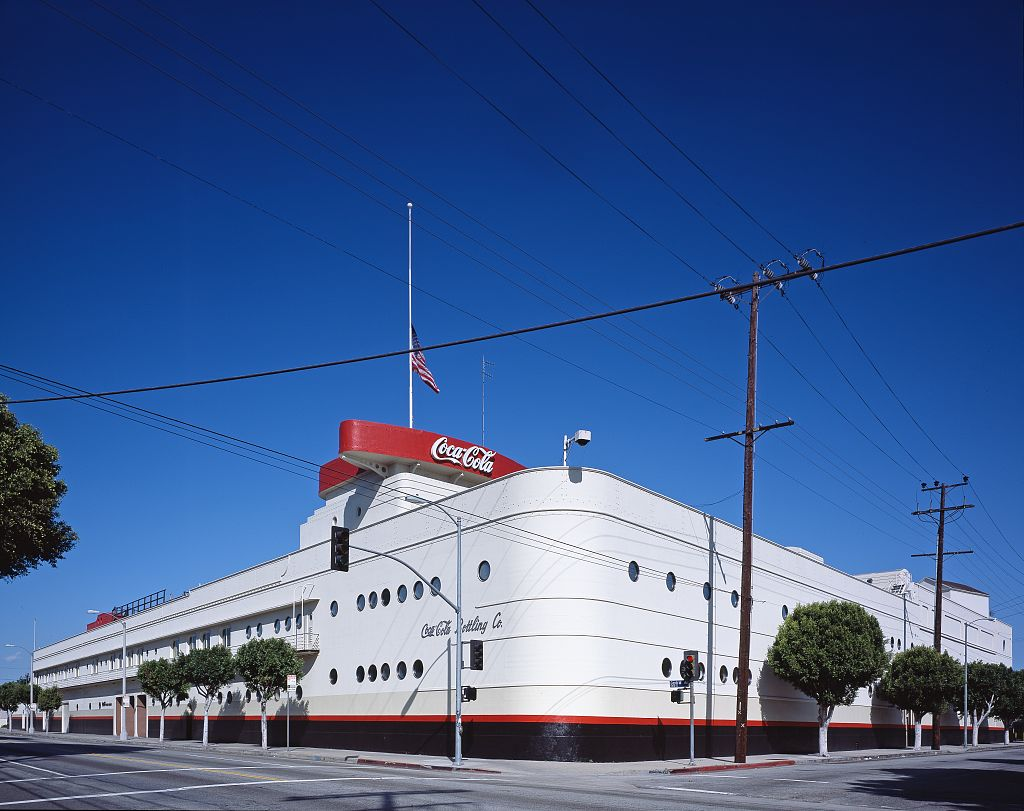
کارخانه کوکاکولا، لس آنجلس، معمار: «رابرت وی دررا» (Robert V. Derrah) (1936)
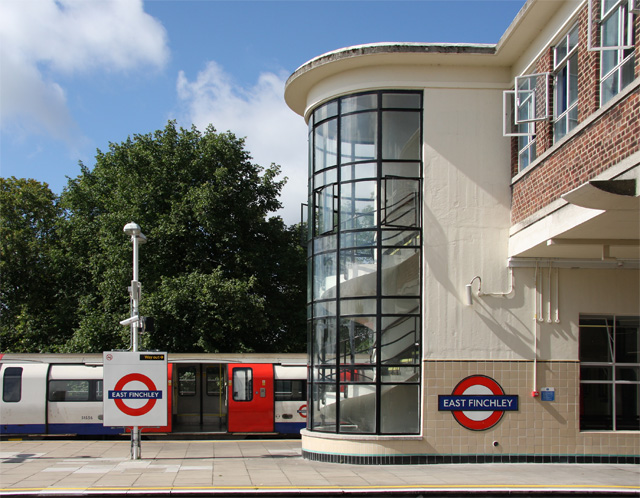
ایستگاه متروی فینچلی شرقی، لندن (۱۹۳۷)
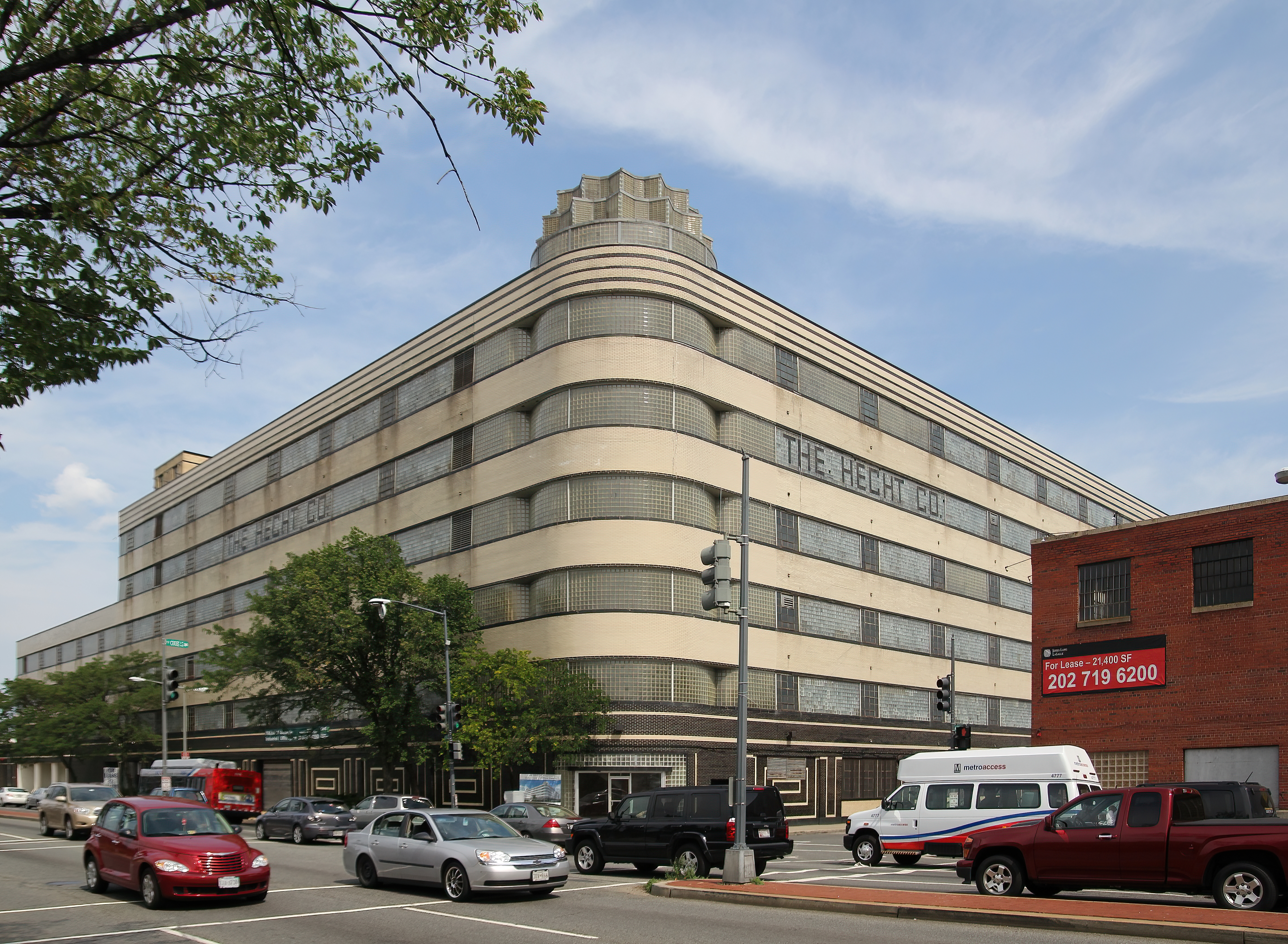
انبارِ شرکت هِکت در شمال شرقی واشینگتن، دی.سی. (۱۹۳۷)
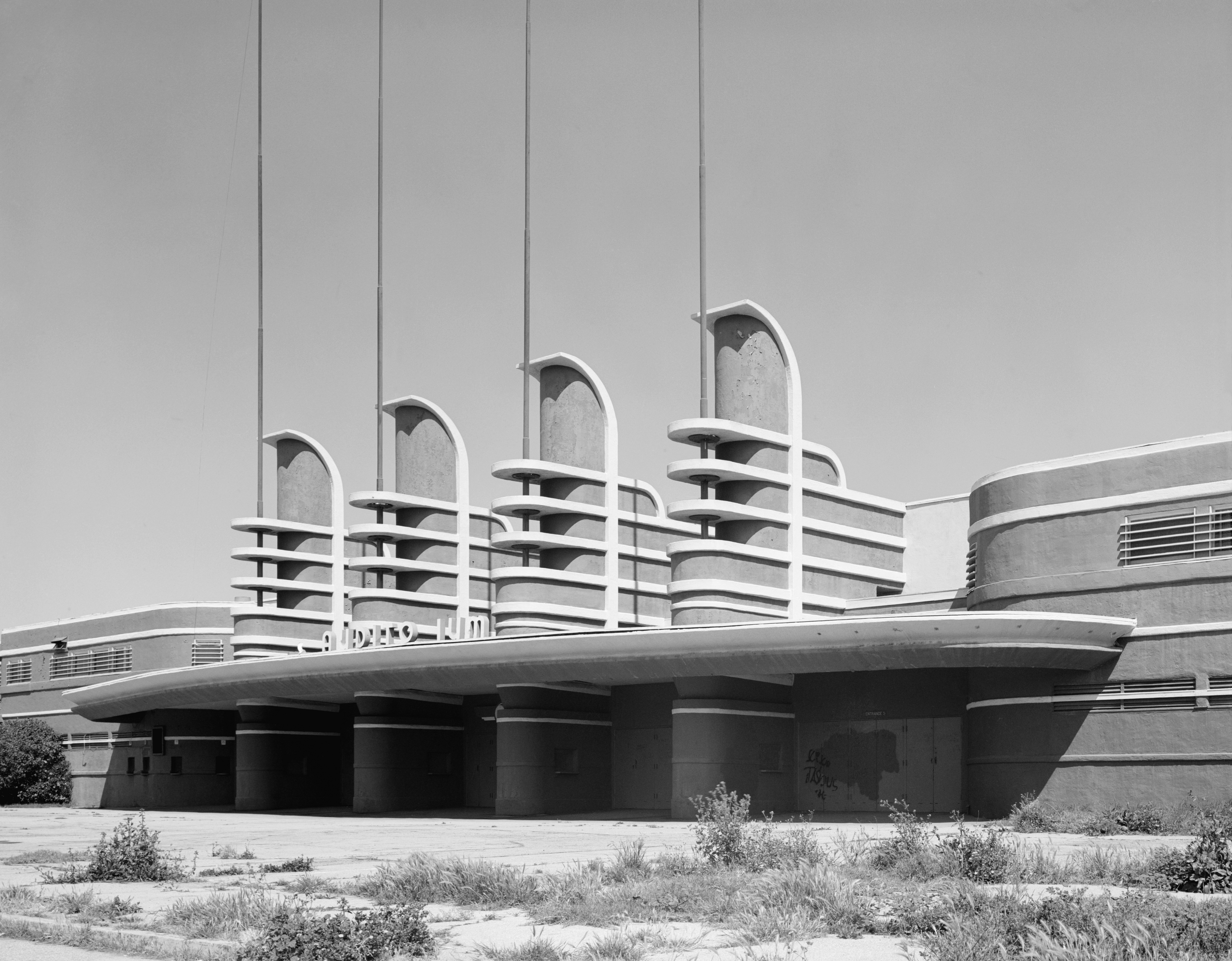
سالن اجتماعات پان-پاسیفیک در لس آنجلس، کالیفرنیا (۱۹۸۹-۱۹۳۵)
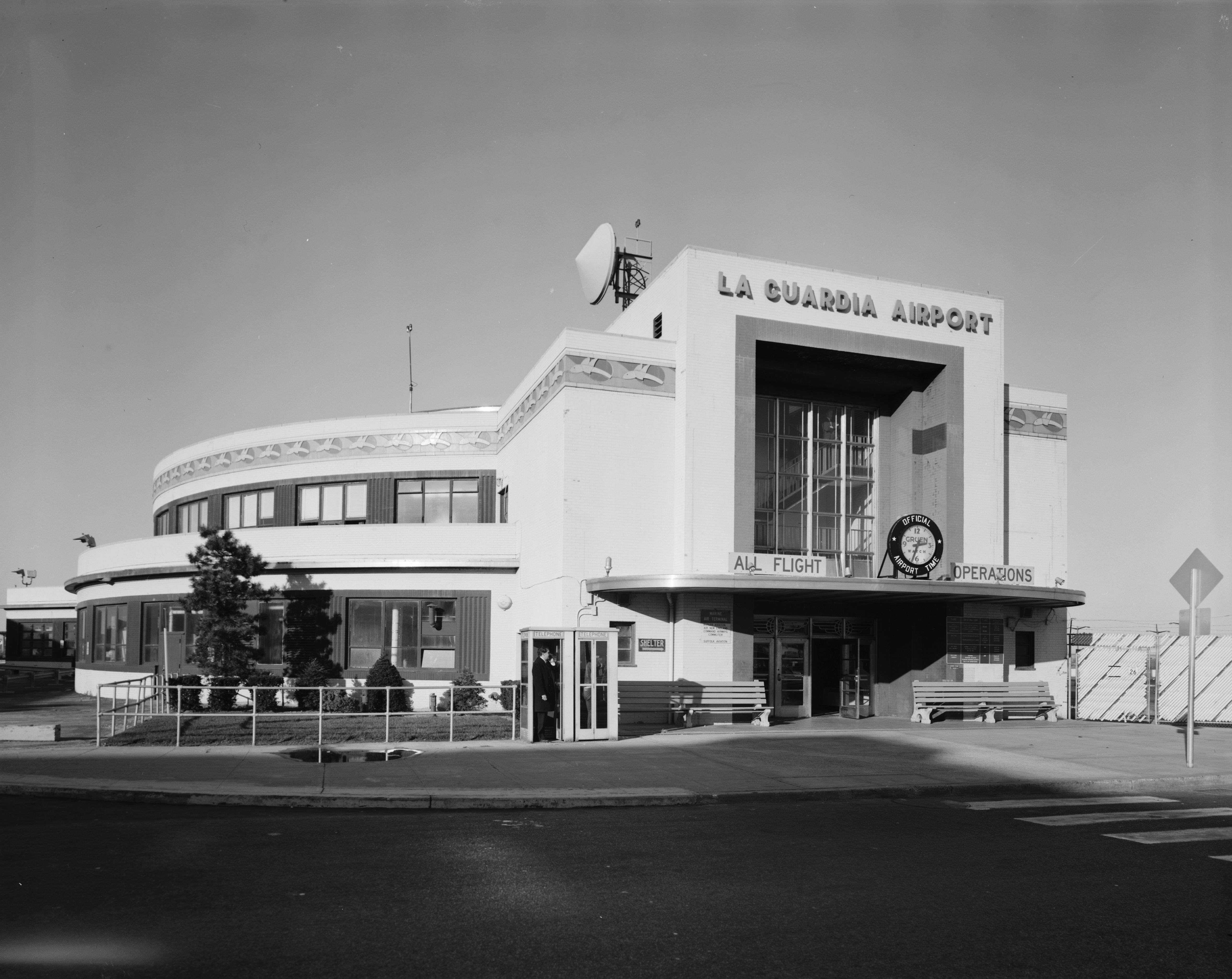
پایانهٔ هواییِ نیروی دریایی فرودگاه لاگواردیا، نیویورک (۱۹۳۹)
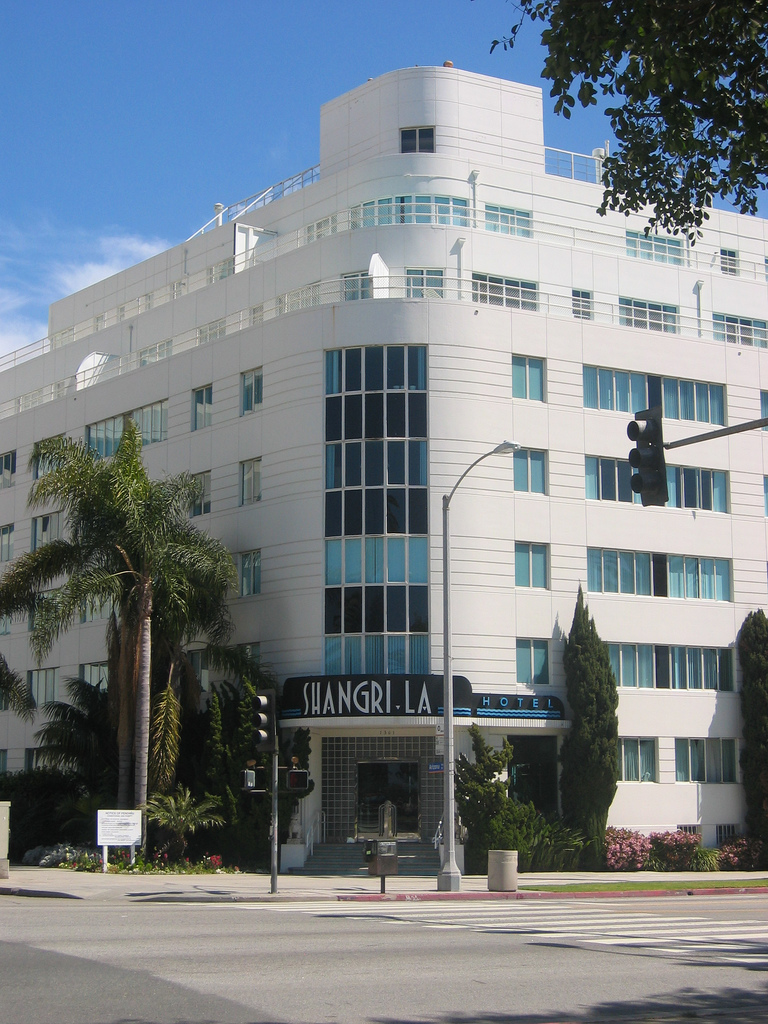
هتل شانگری-لا، سنتا مونیکا، کالیفرنیا (۱۹۳۹)
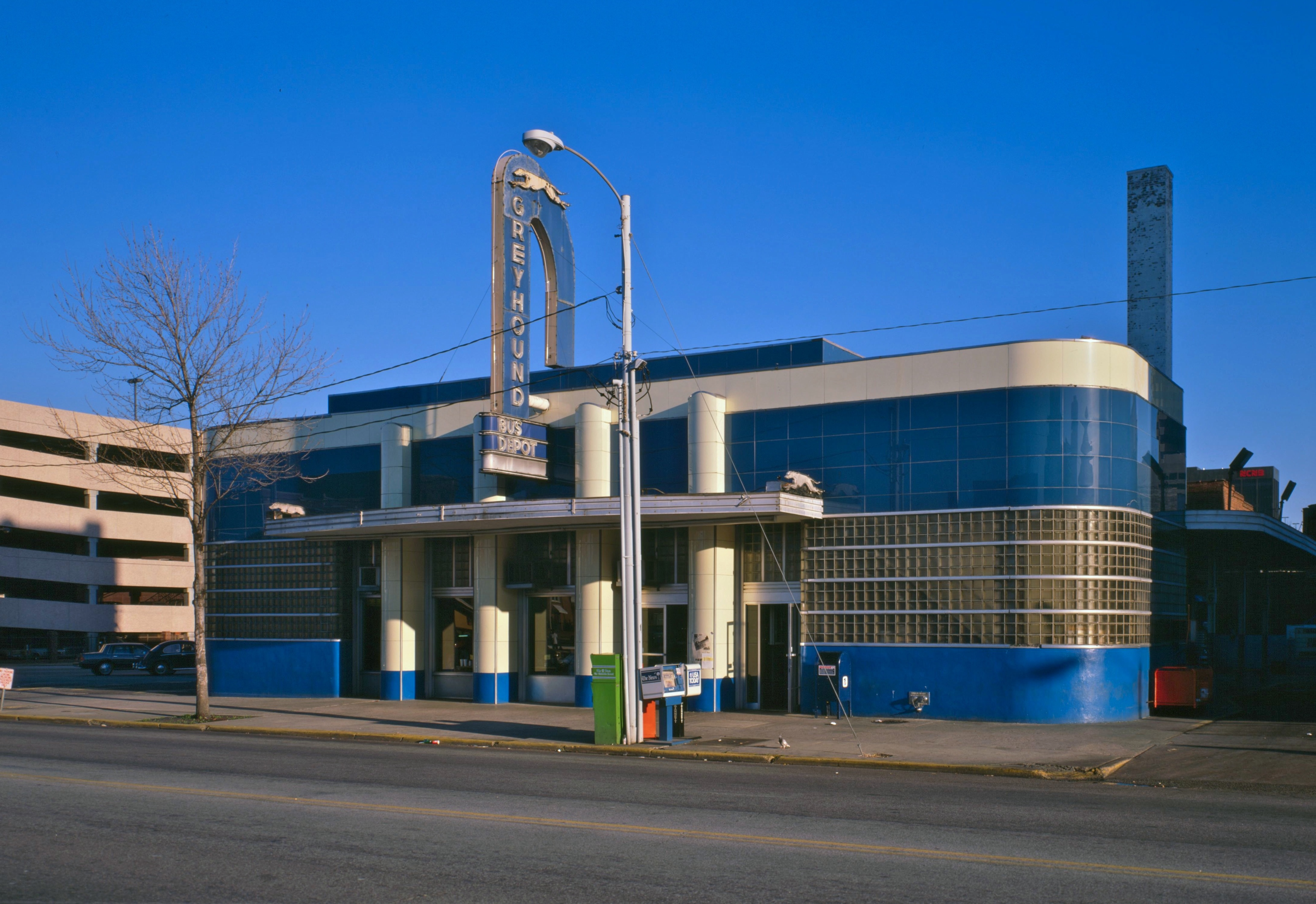
پایانهٔ اتوبوس‌رانی گری‌هاوند، کلمبیا، کارولینای جنوبی (۱۹۳۹ – ۱۹۳۶)
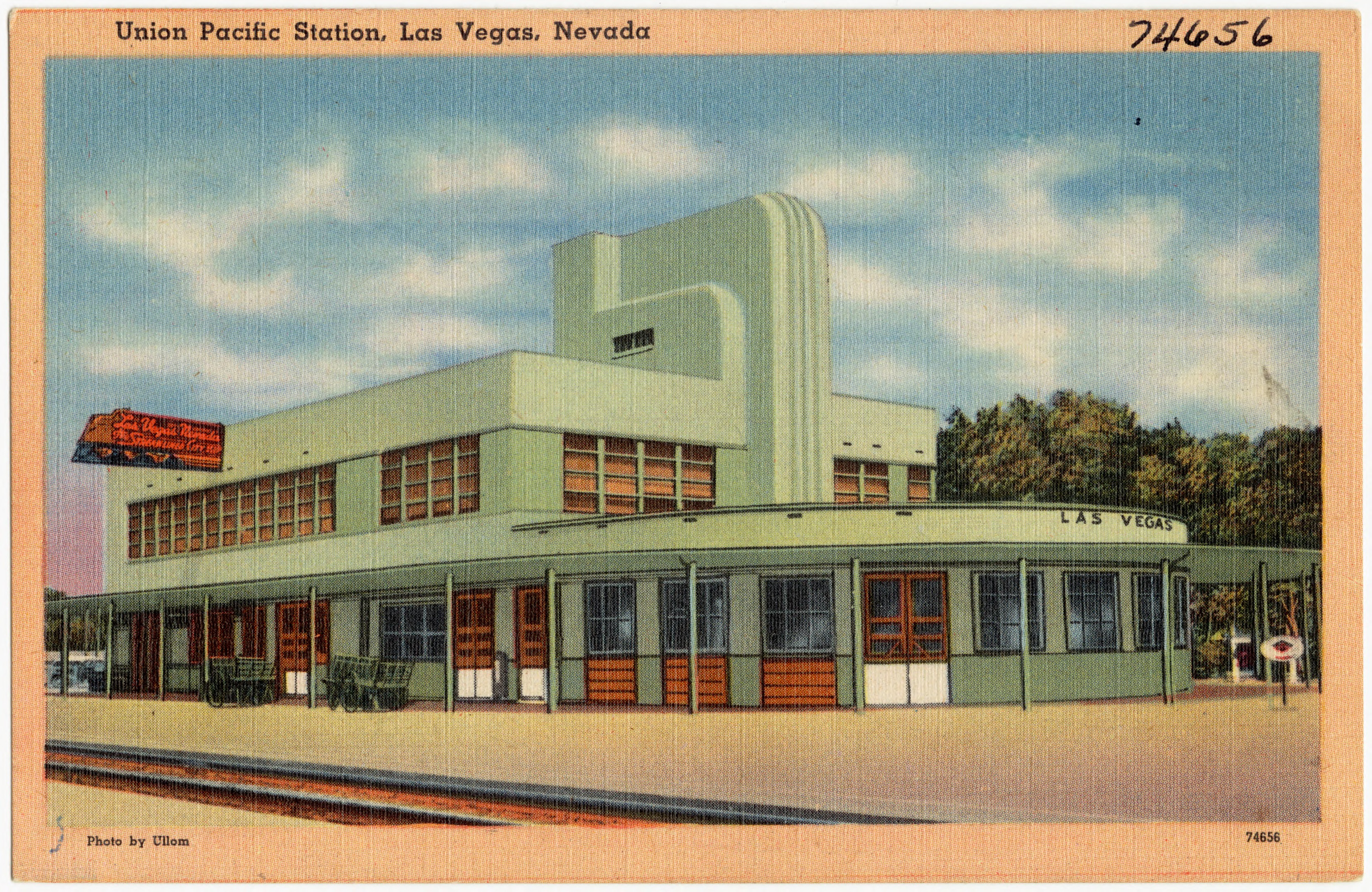
ایستگاه راه‌آهن یونیون پاسیفیک لاس وگاس (اواسط دهه ۱۹۳۰، تخریب شده در سال ۱۹۷۱)
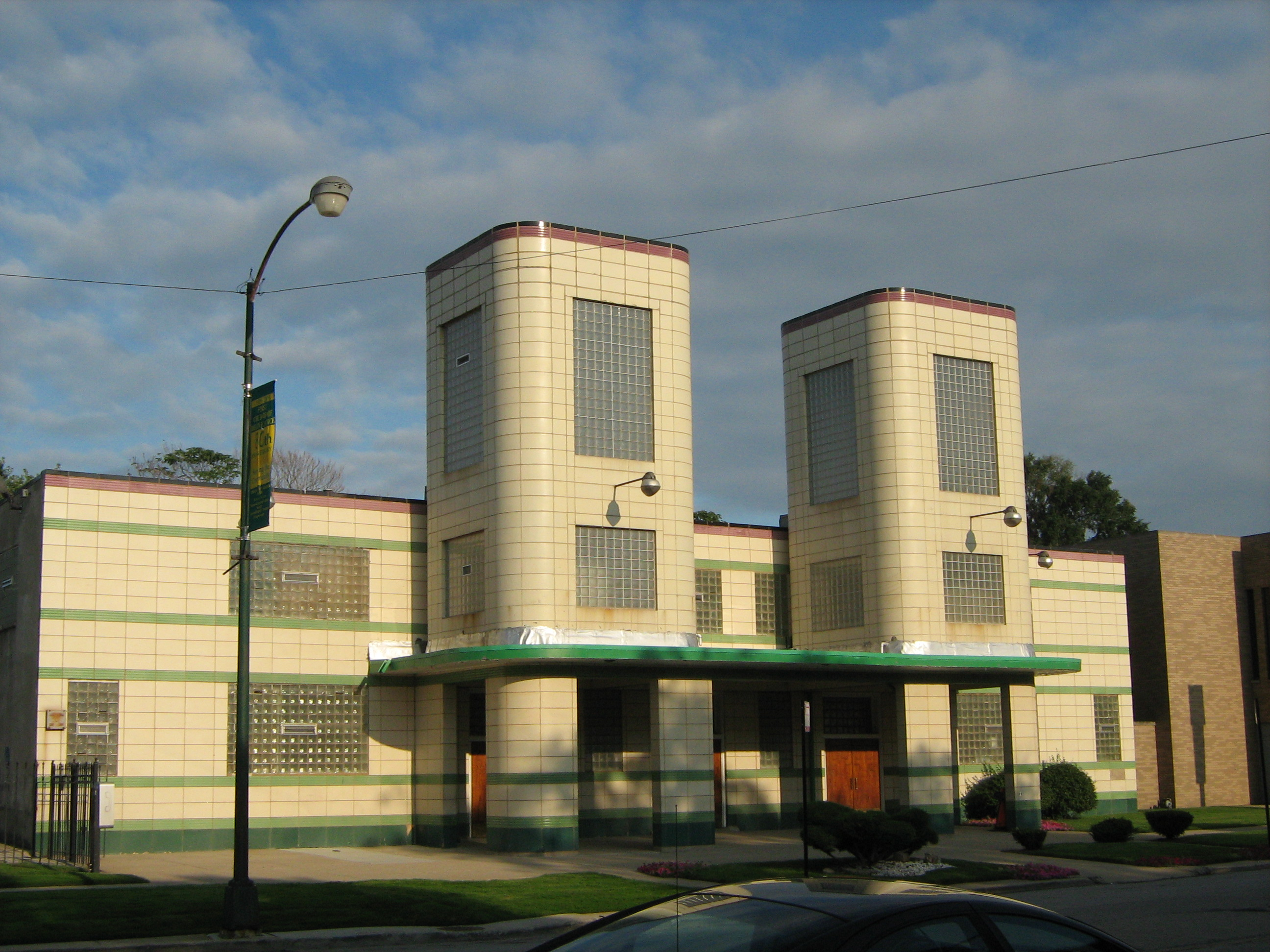
کلیسای استریم‌لاین مدرن، اولین کلیسای رهایی، شیکاگو، ایلینوی  (۱۹۳۹)، معمار: والتر تی بیلی. (برج‌ها در سال ۱۹۴۸ میلادی اضافه شدند.)
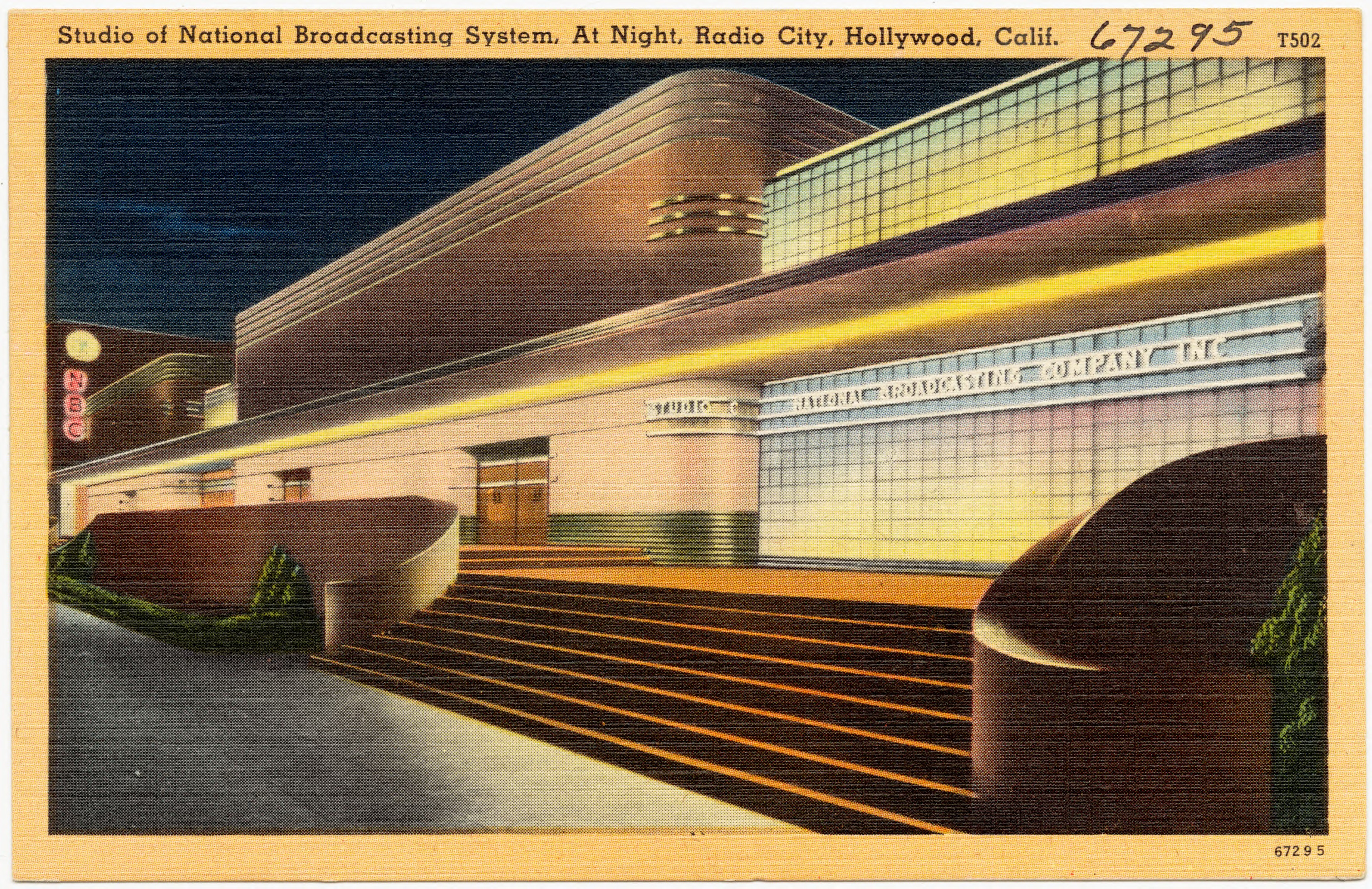
تصویر شبانه از استودیوی NBC هالیوود (معروف به رادیو سیتی هالیوود) در سانسِت و واین (۱۹۳۸)

## سبک پَکِبو (Style Paquebot)
در فرانسه به این سبک پکِبو (Paquebot) به معنی کشتی اقیانوس‌پیما می‌گفتند. نسخهٔ فرانسوی الهام گرفته شده از کشتیِ اقیانوس‌پیمای نورماندی بود که از زمانِ به آب انداختن آن در سال ۱۹۳۵ میلادی آغاز شد؛ این کشتی مجلل دارای یک اتاق غذاخوری به سبک آرت دکو با ستون‌هایی از کریستال لالیک بود. ساختمان‌هایی که از انواع سبک‌های معماری استفاده می‌کردند در بلژیک و پاریس، ظاهر شدند؛ به ویژه ساختمانی واقع در بلوار ۳ ویکتور در منطقهٔ ۱۵پاریس، با طراحی پیر پاتو (Pierre Patout). او یکی از بنیانگذاران سبک آرت دکو بود. او ورودی غرفهٔ یک مجموعه‌دار را در نمایشگاه هنرهای تزئینی ۱۹۲۵ میلادی زادگاه این سبک، طراحی کرد. او همچنین طراح فضای داخلی سه کشتیِ اقیانوس‌پیمای اس‌اس ایل دوفرانس (SS Île de France) (۱۹۲۶)، اس‌اس لاتلانتیک (SS Île de France) (۱۹۳۰) و اس‌اس نرماندی (SS Normandie) (۱۹۳۵) بود. ساختمان پاتو در خیابان ویکتور فاقد خطوط انحنای نسخهٔ آمریکایی این سبک بود، اما دارای یک کمان باریک در یک انتها بود، جایی که زمین باریک می‌شد؛ همین‌طور بالکنهای بلند، مانند عرشهٔ کشتی و ردیفی از برجستگی‌ها مانند دودکش روی پشت‌بام. یکی دیگر از ساختمان‌های آپارتمانی پاریس در سال ۱۹۳۵ میلادی در خیابانِ یکم پُل-دومیه (Paul-Daumier) در منطقهٔ ۱۶ پاریس دارای یک سری تراس بود که از عرشه‌های یک کشتی اقیانوس‌پیما الگوبرداری شده بود.
ساختمان فلاژه (Flagey) واقع در پلاس اوژن فلاژه (Place Eugène Flagey) در شهر ایکسل (بروکسل/بلژیک)، به سبک پکِبو در سال ۱۹۳۸ میلادی ساخته شد؛ و به آن نام مستعار پَکِت بوت (Packet Boat) [به معنی: قایق پاکت] یا پکِبو (Paquebot) شده‌است. این طرح توسط ژوزف دیونگر (Joseph Diongre) طراحی شد و به عنوان طرح برنده در یک مسابقهٔ معماری انتخاب شد تا از این طرح برای ایجاد ساختمانی برای اسکان مقر سابق مؤسسهٔ ملی پخش رادیویی بلژیک (INR/NIR) استفاده شود. این ساختمان به‌طور گسترده بازسازی شد؛ و در نهایت، سال ۲۰۰۲ میلادی آن را به عنوان یک مرکز فرهنگی به نام لُفلاژه (Le Flagey) بازگشایی کردند.

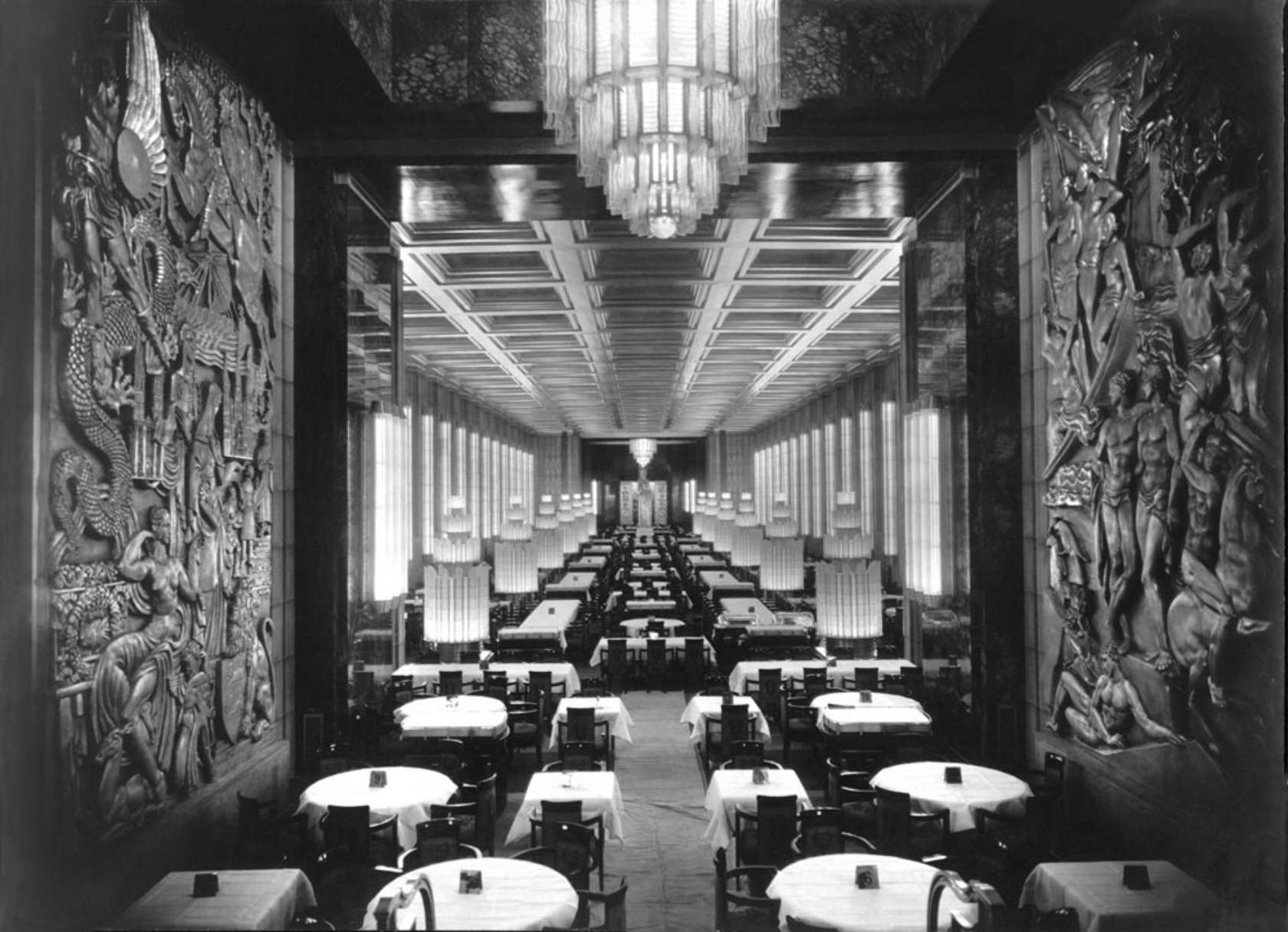
طراحی داخلی اتاق غذاخوریِ اصلی کشتی اقیانوس‌پیمای اس اس نرماندی اثر: پیر پاتو (۱۹۳۵)
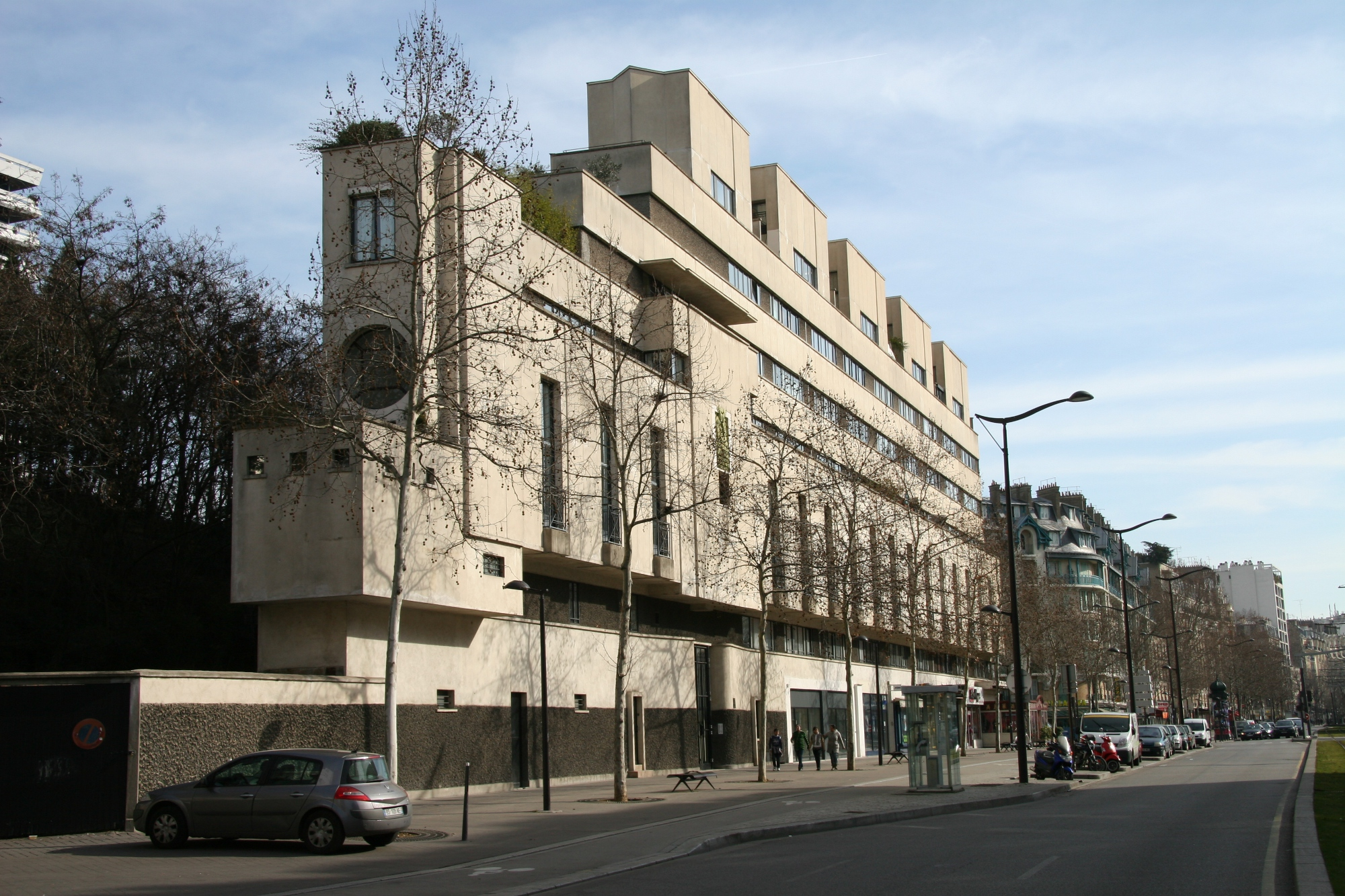
ساختمان پکِبو (Paquebot) واقع در بلوار ۳ ویکتور در منطقهٔ ۱۵پاریس، اثر: پیر پاتو (۱۹۳۵)
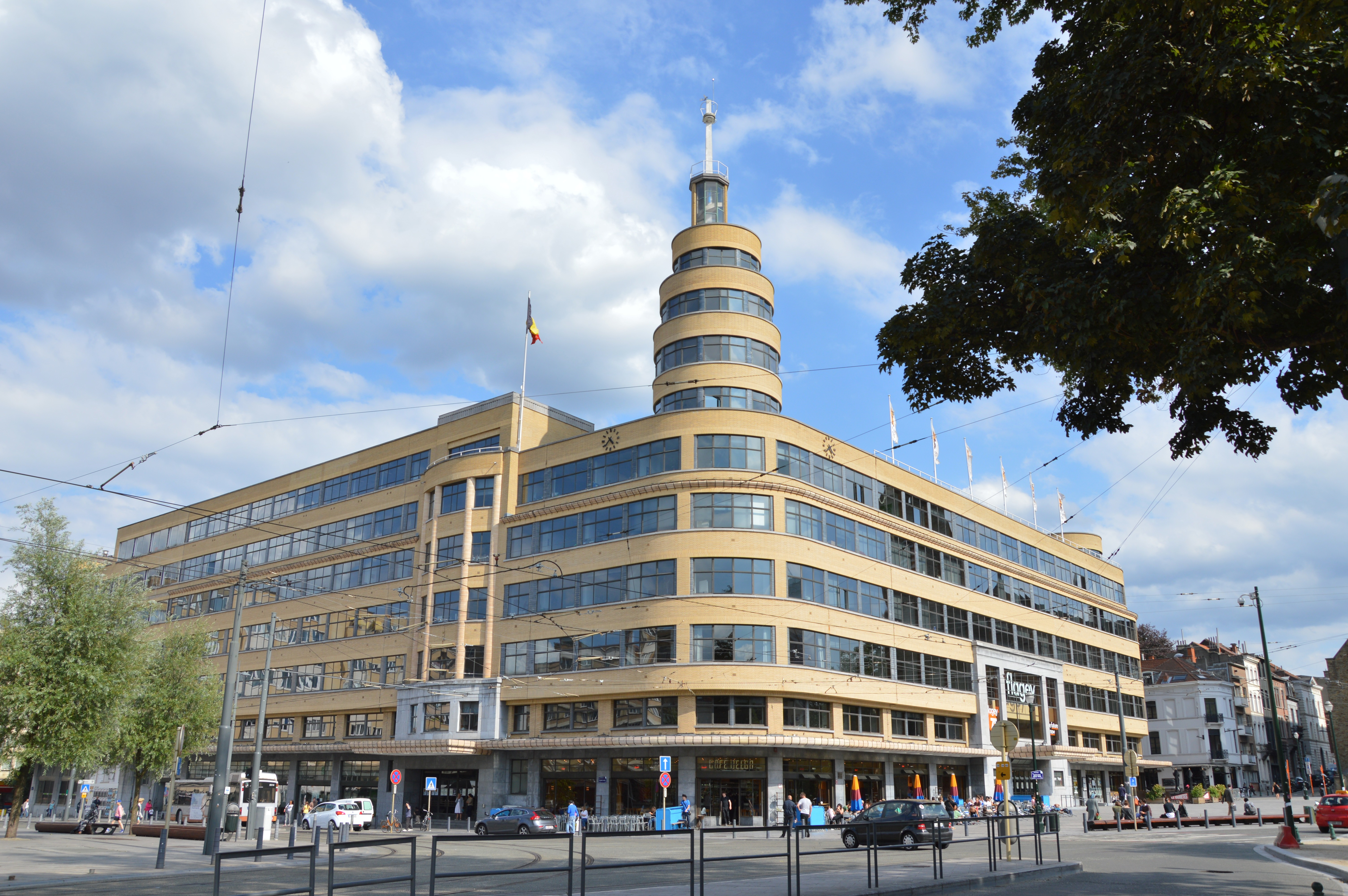
ساختمان فلاژه (Flagey) یا [خانهٔ رادیو (Maison de la Radio)] واقع در شهر ایکسل (بروکسل/بلژیک) (۱۹۳۸)

## اتومبیل‌ها
اطلاعات بیشتر در مورد خودروهای استریم‌لاینر (منحنی‌ساز): استریم‌لاینر
رویداد تعیین‌کننده برای استریم‌لاین مدرن در ایالات متحدهٔ آمریکا، نمایشگاه جهانیِ شیکاگو (Chicago World's Fair) یا نمایشگاه بین‌المللی یک قرن پیشرفت (A Century of Progress International Exposition) در سال‌های ۱۹۳۴–۱۹۳۳ میلادی بود که این سبک را به عموم مردم معرفی کرد. خودروهای جدید با اقتباس از خطوط نرم کشتی‌های اقیانوس‌پیما و فضاپیماها، احساسی از کارایی، پویایی و سرعت را می‌دادند. جلوپنجره و شیشه‌های جلو به عقب متمایل شده بودند، خودروها عریض‌تر و متمایل به پایین و از ویژگی طرح آنها استفاده از منحنی‌های نرم و خطوط سرعت افقی بودند. برای مثال می‌توان به کرایسلر ایرفلو (Chrysler Airflow) (۱۹۳۴) و لندکروزر استودبیکر (Studebaker Land Cruiser) (۱۹۳۴) اشاره کرد. در ساخت قطعات خودروها همچنین از مواد جدیدی استفاده شده بود، از جمله: پلاستیک باکالیت (Bakelite)، فرمیکا (Formica)، شیشهٔ مات ویترولایت (Vitrolight Opaque Glass)، فولاد زنگ‌نزن (Stainless steel) و لعاب میناکاری (Vitreous Enamel) که ظاهری جدید و براق می‌داد.
به ترتیب در سال‌های ۱۹۳۹ و ۱۹۴۱ میلادی، هر دو کارخانهٔ کرایسلر (Chrysler) و جنرال موتورز (GM)، خطوط تولید وانت‌بار‌ها (Pick-Up) و کامیون‌های (Truck) خود را راه‌اندازی کردند که طراحی‌های متمایز و در عین حال مشابهی داشتند که به آرت دکو و سبک استریم‌لاینِ مد روز ولی تحتِ نام‌های تجاری مختلف ارائه می‌شدند.

نمونه‌های بعدی دیگر عبارتند از: خودروی سدانِ نش آمبَسدورِ (Nash Ambassador) ایرفلایت (Airflyte) (۱۹۵۰) با خطوط متمایز گلگیرهای پایین و همچنین خودروهای هادسن پس از جنگ، مانند مدل کمودور (Commodore), که آن‌ها مُنحنی‌سازان متمایزی بودند که "خودروهای سنگین و عظیم با سبک خاص خود" را عرضه کردند.

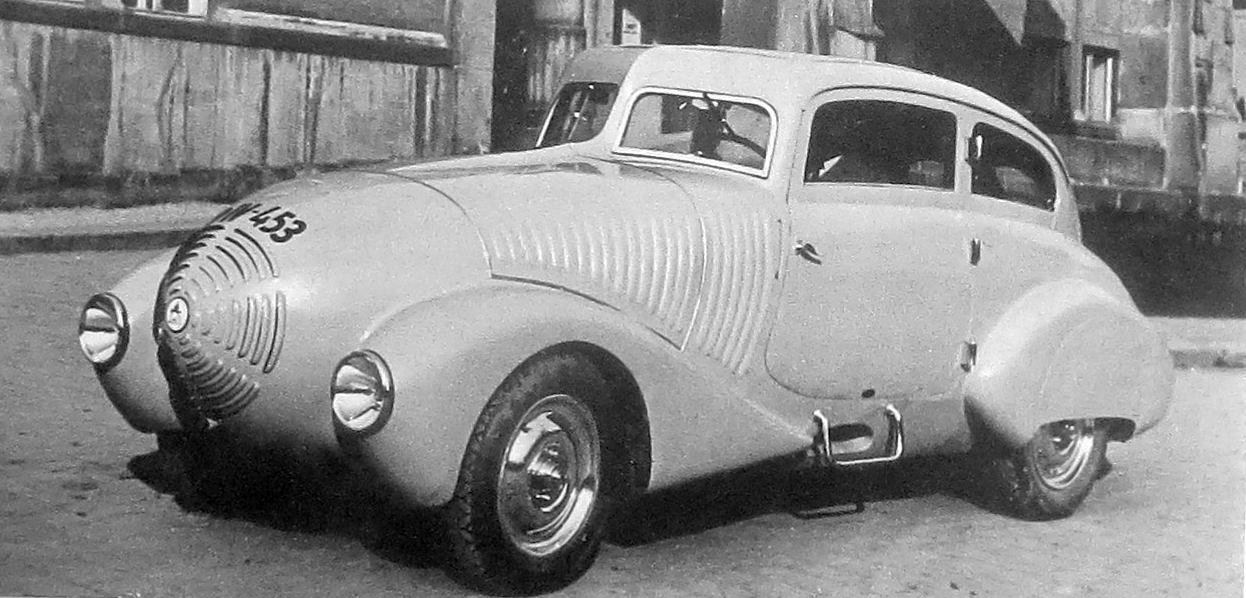
خودروی سوپراسپرت WIKOV در سال ۱۹۳۱ میلادی، پروستیوف مُراویا (Prostějov Moravia) اولین خودرویی بود که واقعاً از نظر آیرودینامیک طراحی شده بود
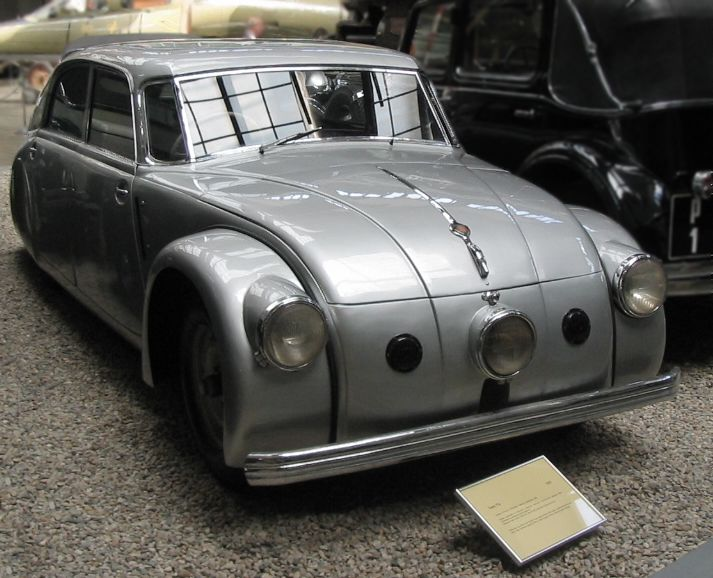
تاترا تی۷۷ در سال ۱۹۳۴ اولین خودرویی بود که واقعاً از نظر آیرودینامیک برای تولید سریالی طراحی شده بود
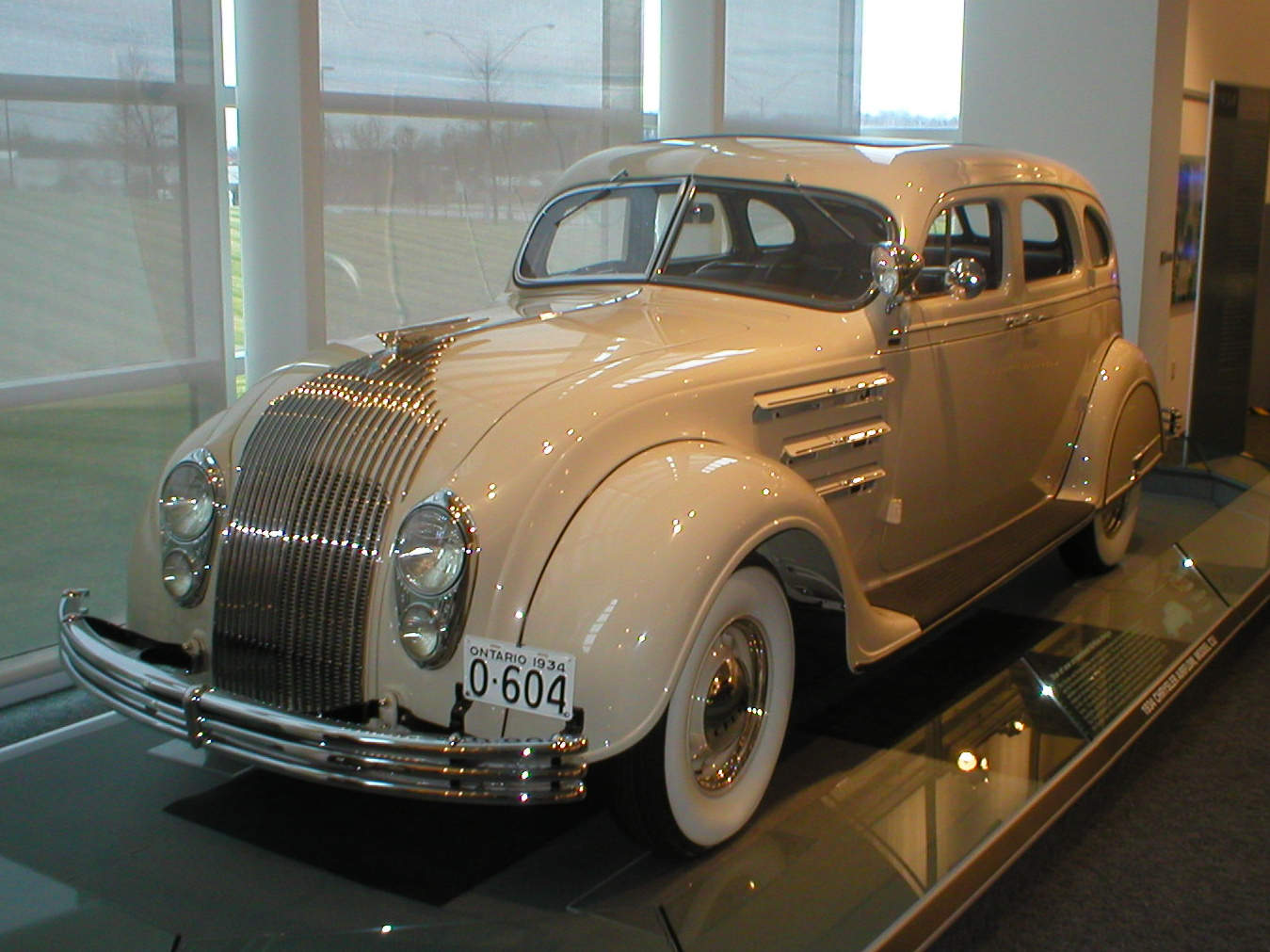
کرایسلر ایرفلو (Chrysler Airflow) (1934)
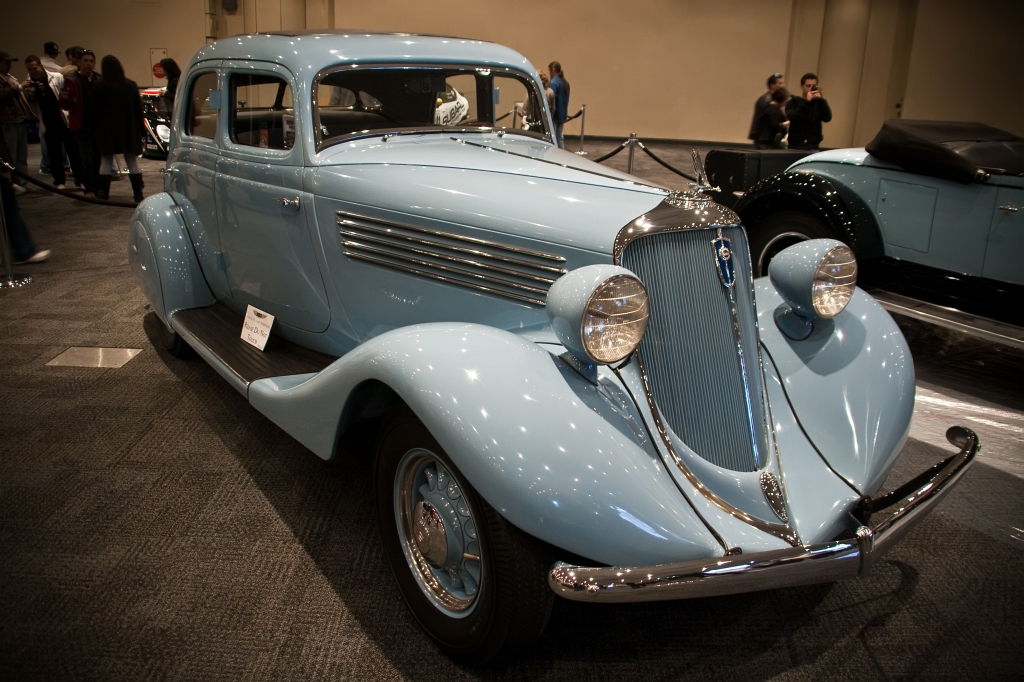
لندکروزر استودبیکر (Studebaker Land Cruiser) (1934)
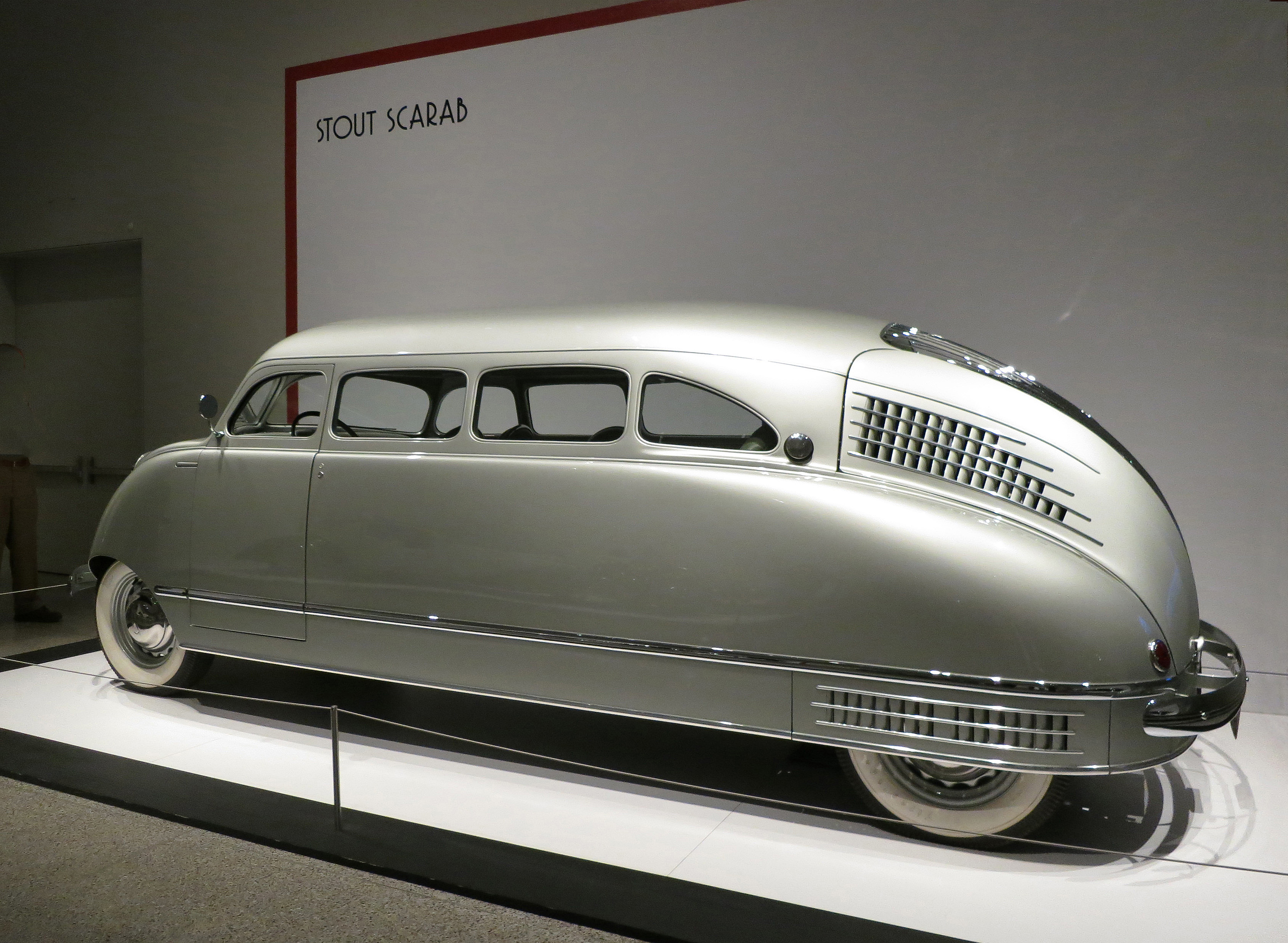
استاوت اسکارَب (Stout Scarab) (۱۹۳۵) نمایش در موزه هنرهای زیبای هیوستون
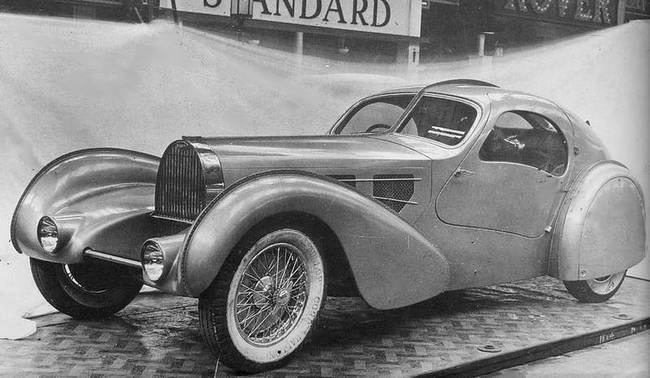
بوگاتی آئرولیت (Bugatti Aérolithe) (1936)
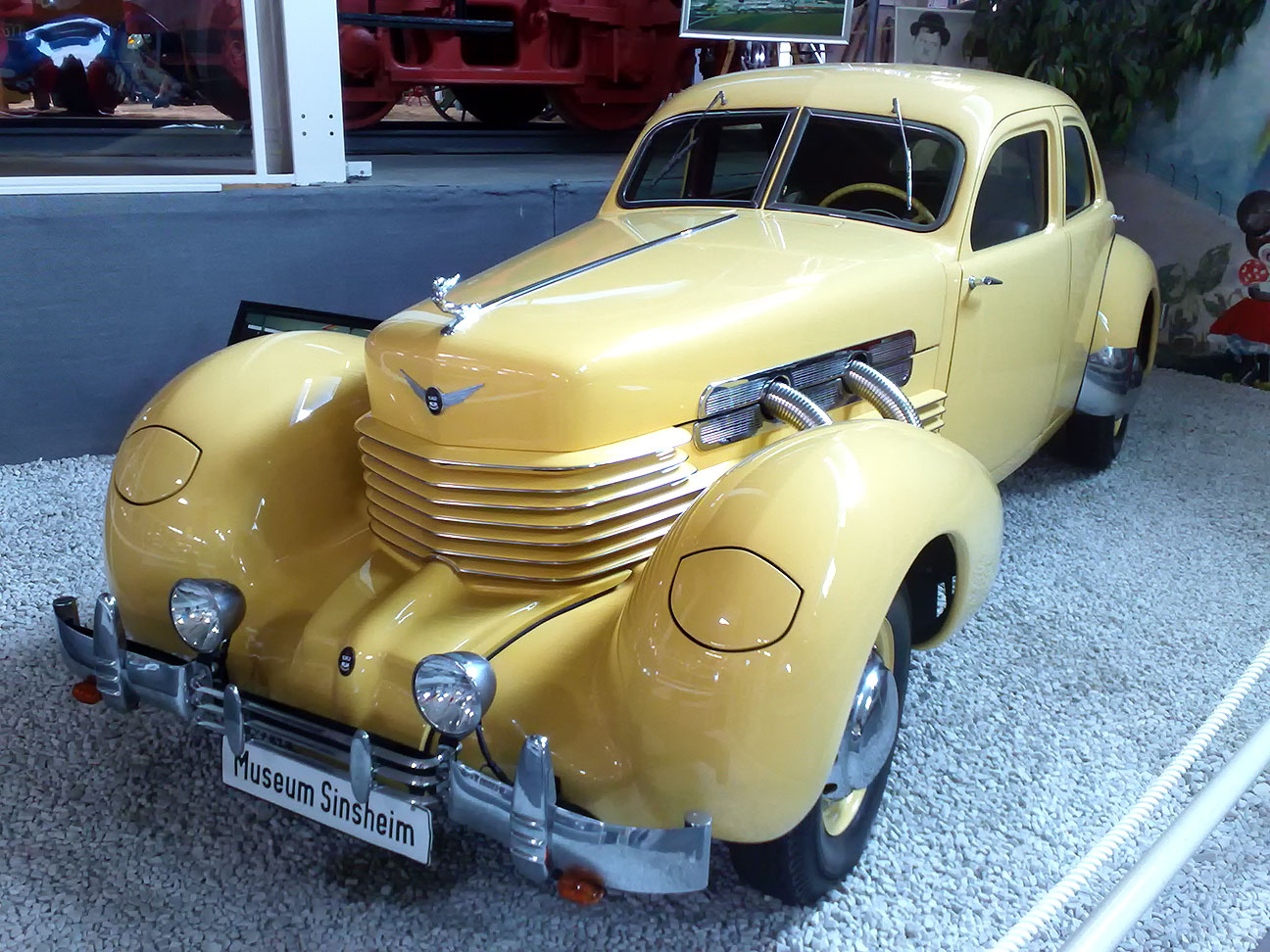
اتومبیل کورد (Cord Automobile) (1937)
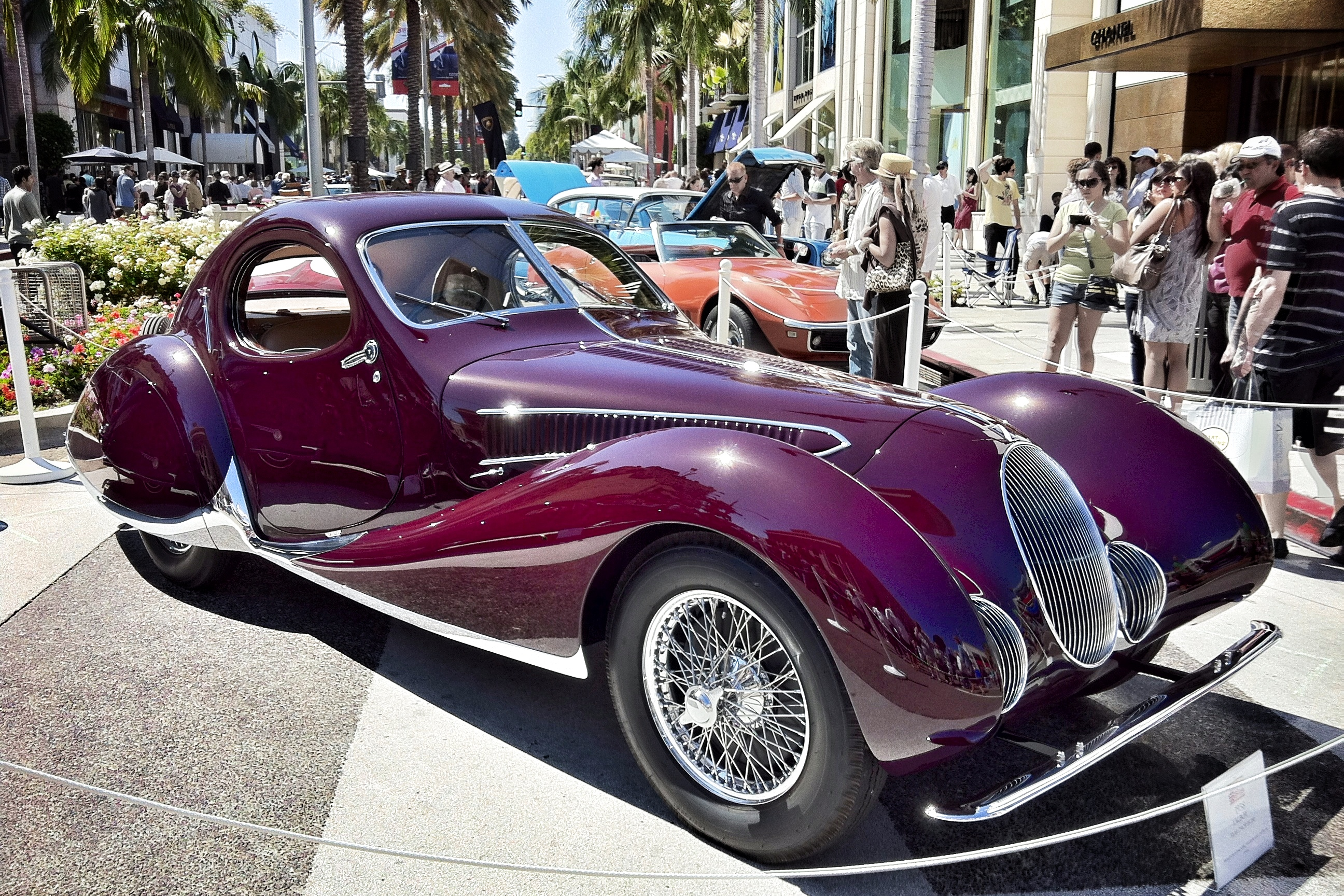
تالبوت قطره‌اشکی (Talbot Teardrop) اس اس ۱۵۰ (۱۹۳۸)
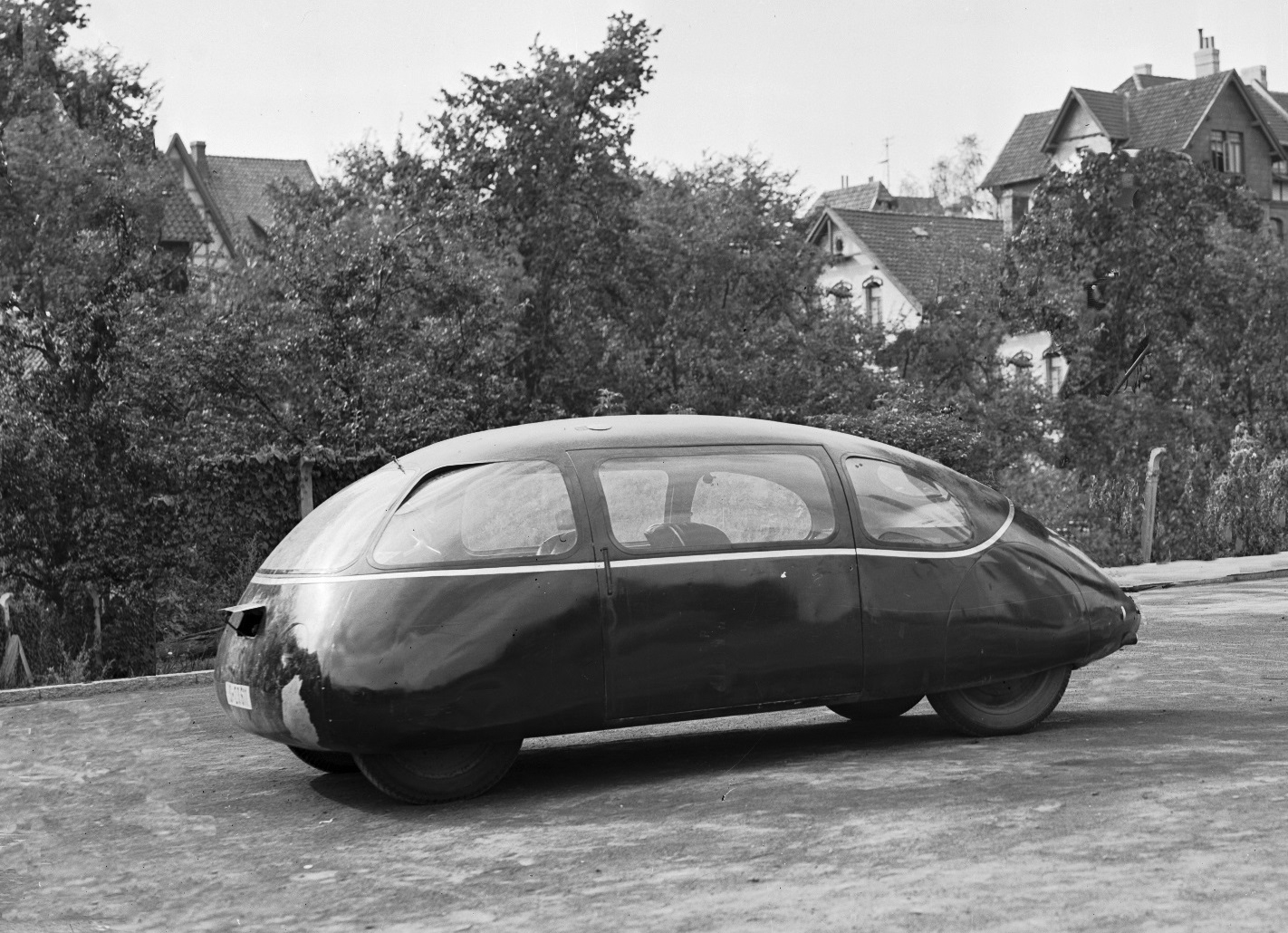
نمونهٔ اولیهٔ خودرو اشلورواگن (Schlörwagen) (۱۹۳۹) - در پی آزمون‌های تونل باد، ضریب پَسار ۰/۱۱۳ را به دست آورد
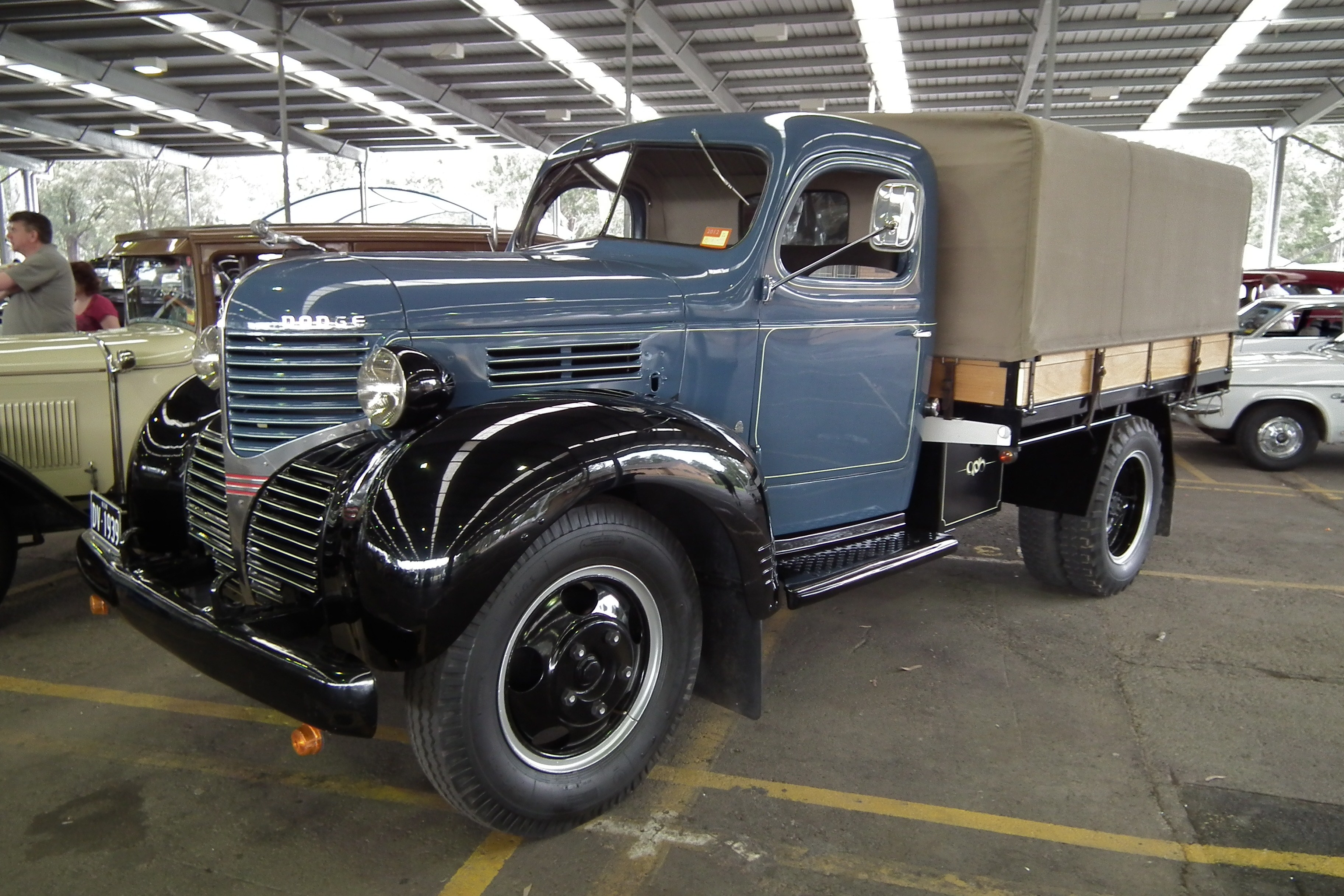
کامیون مدل استریم‌لاینِ ردهٔ کاری (Job Rated) کارخانهٔ داج (Dodge) (1939)
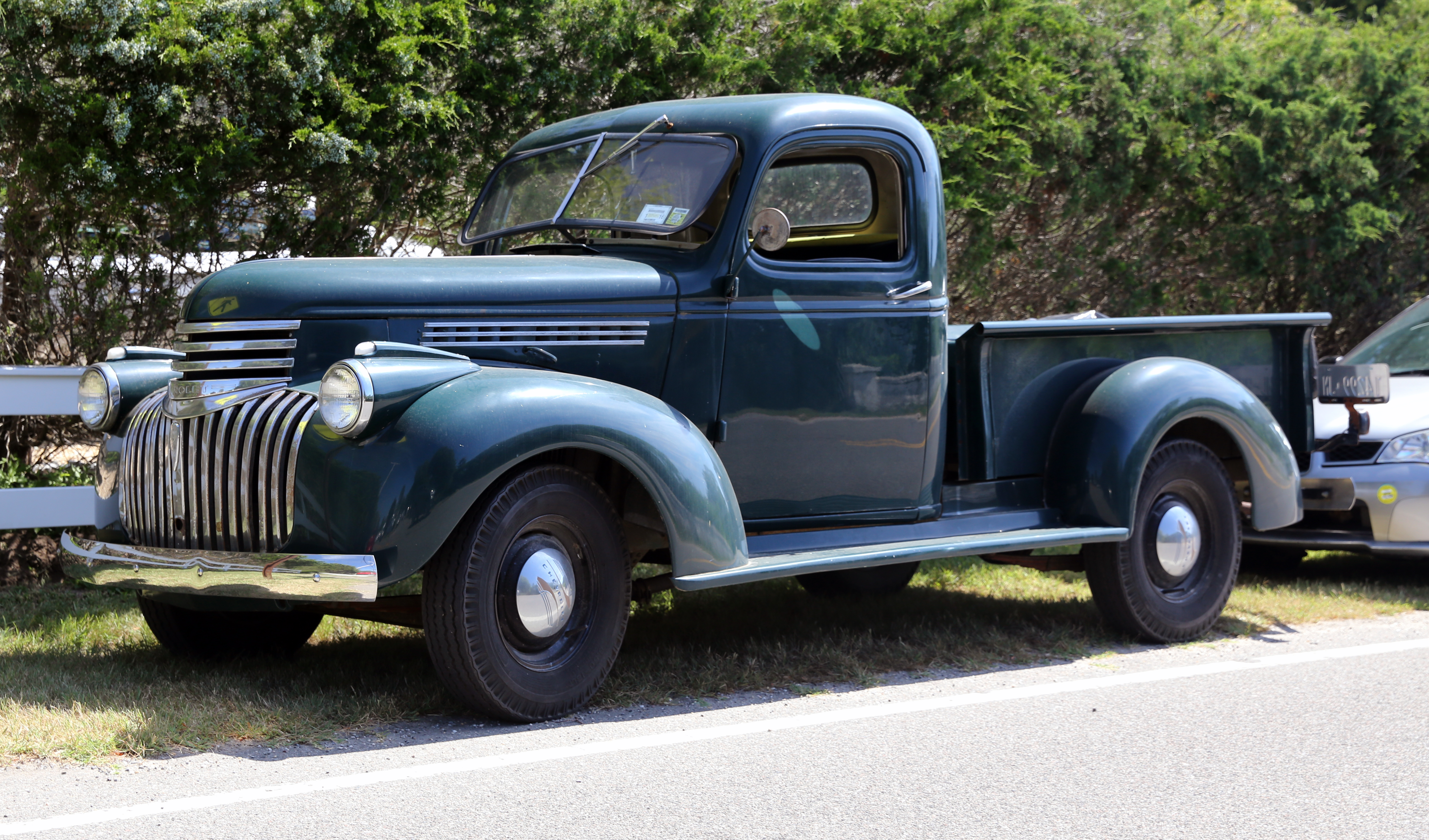
وانت‌بار شورولت دی‌پی (DP) نیم تُنیِ «آرت دکو» (۱۹۴۶)
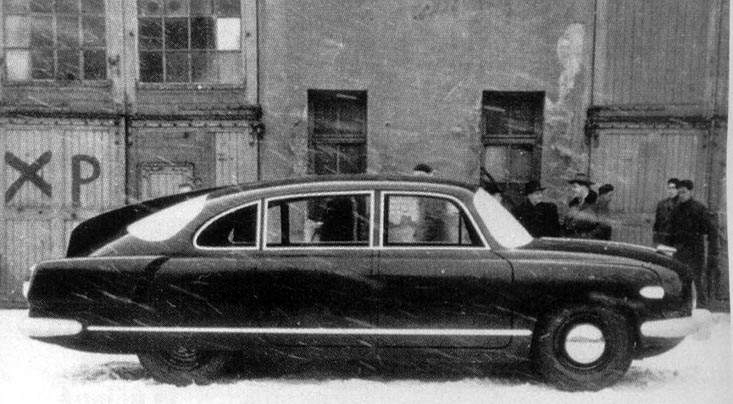
تاترا ۶۰۳ (۱۹۵۵)، آخرین نمونهٔ کپرژیونیتسه مُراویا

## هواپیماها، قایق‌ها و قطارها
اطلاعات بیشتر در مورد هواپیماها، قایق‌ها و قطارهای استریم‌لاینر (منحنی‌ساز): استریم‌لاینر

سبک استریم‌لاینینگ به یک روش طراحی گسترده برای هواپیماها، لوکوموتیوها و کشتی‌ها تبدیل شد.

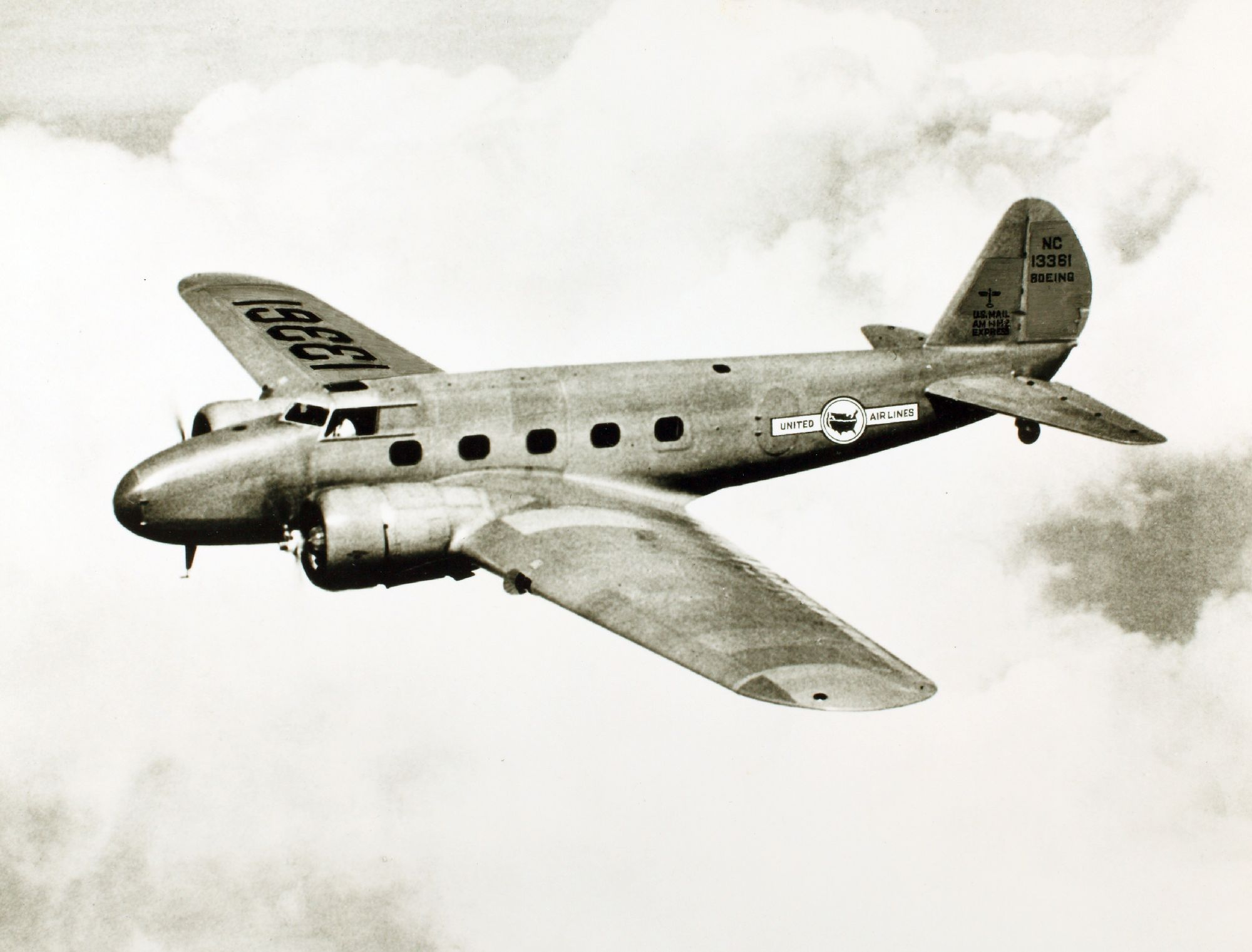
هواپیمای مسافربری بوئینگ ۲۴۷ (Boeing 247) (۱۹۳۳)
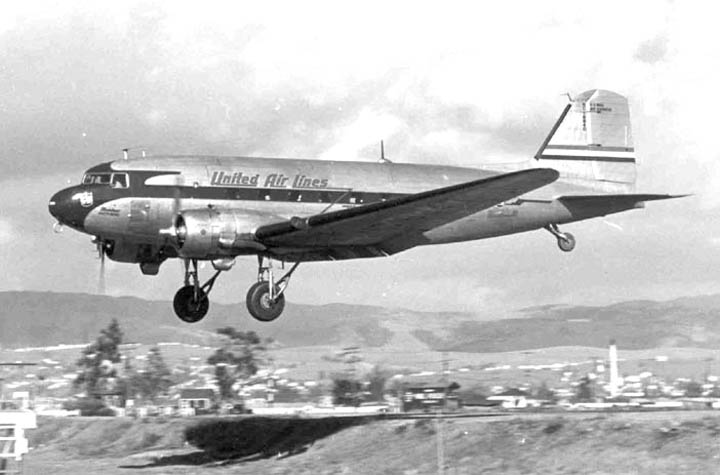
هواپیمای مسافربری دوموتورهٔ داگلاس دی‌سی-۳ (Douglas DC-3) (۱۹۳۵)
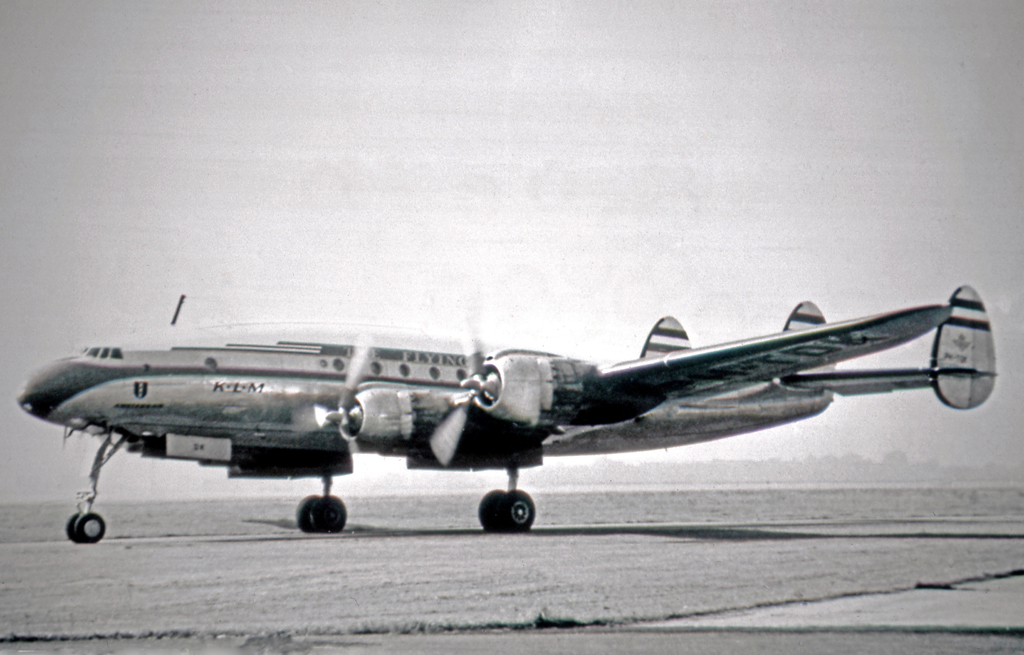
هواپیمای مسافربری لاکهید کونستلیشن (Lockheed Constellation) (1943)
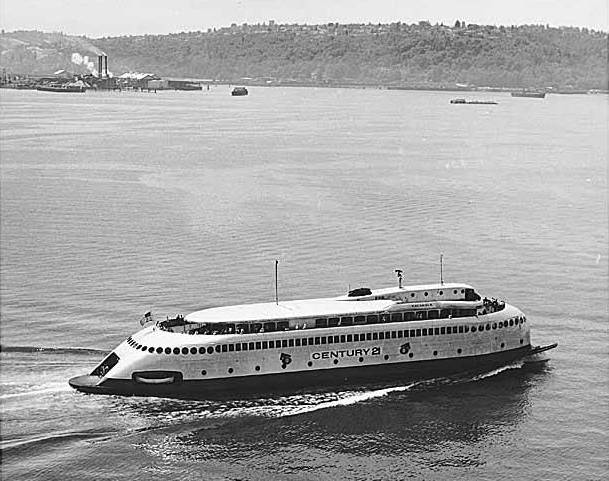
کشتی ام‌وی کالاکالا (MV Kalakala)، اولین کشتیِ ترابری استریم‌لاین (۱۹۳۵)
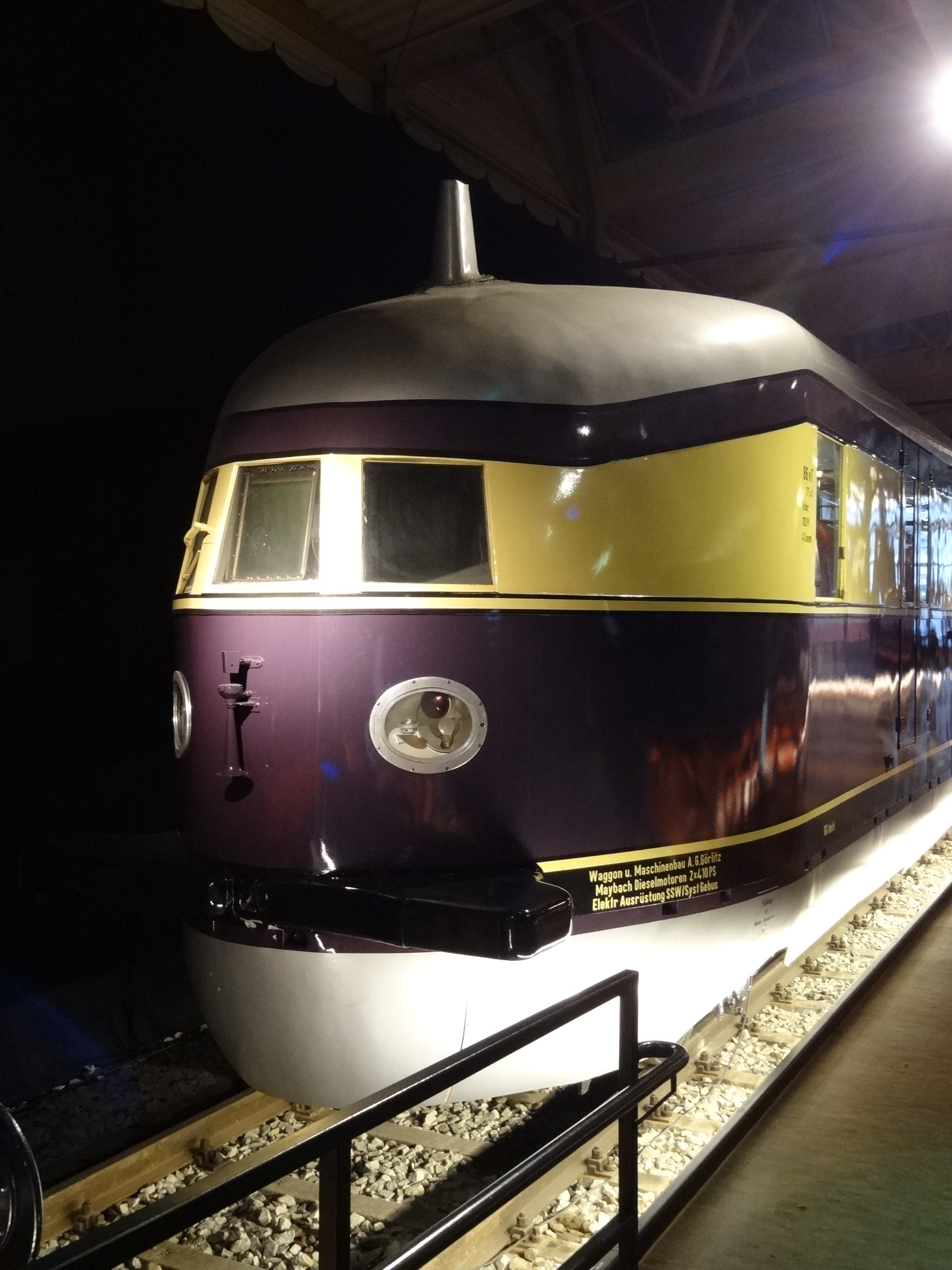
قطار هامبورگ فلایر (Hamburg Flyer) (1932)
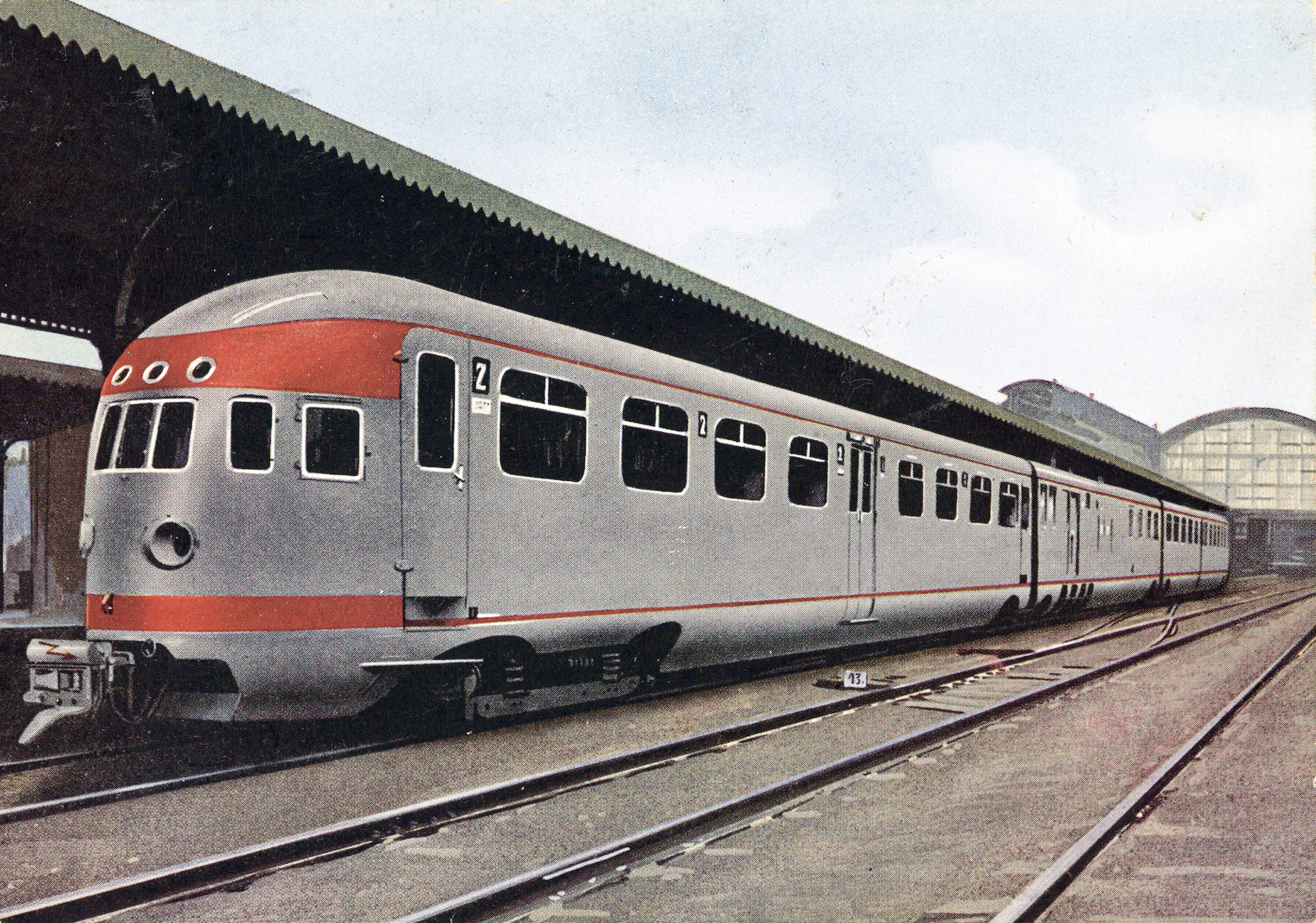
قطار دیزل III (Diesel III)، هلند (۱۹۳۴)
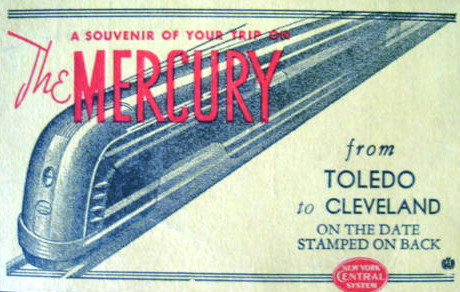
لوکوموتیو مرکوری (Mercury) طراحی شده توسط: هنری دریفوس (۱۹۳۶)
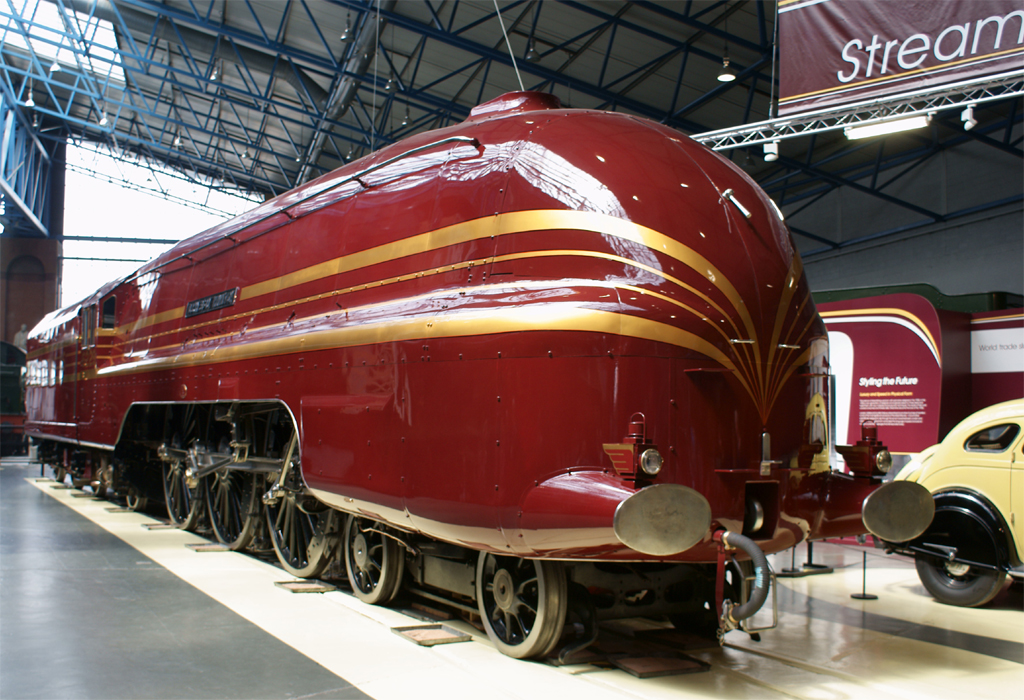
لوکوموتیو دوشسِ همیلتون (Duchess of Hamilton) (1938)
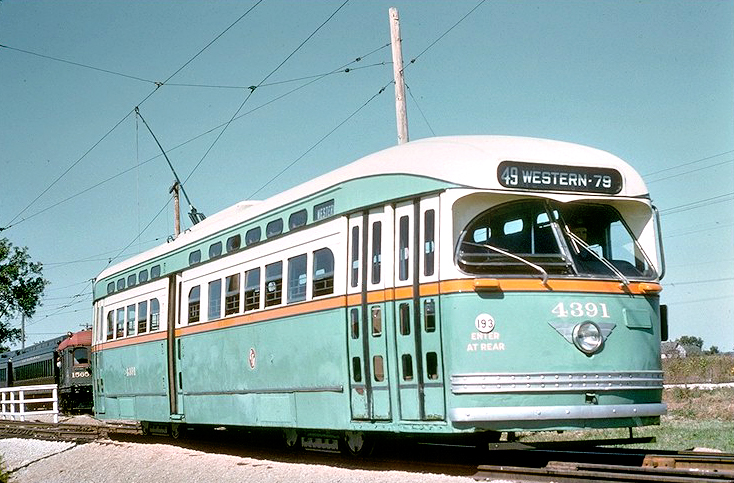
تراموا پی‌سی‌سی (PCC) شیکاگو
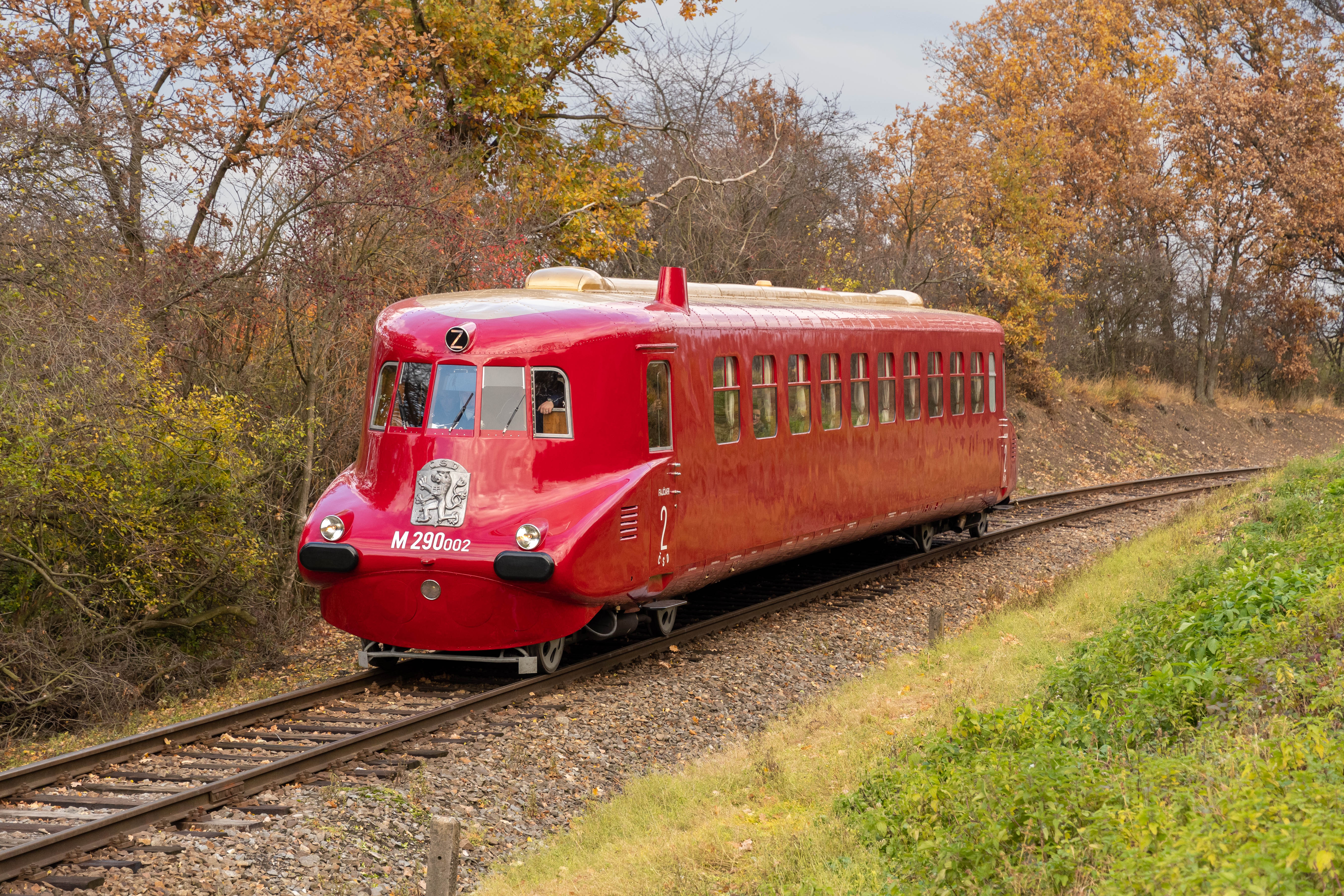
قطار سریع ام ۲۹۰/۰ السیر اسلونسکا استرلا (M 290.0 Slovenská Strela)، چکسلواکی. این قطار توسط: تاترا کپرژیونیتسه (Tatra Kopřivnice)، موراویا در سال ۱۹۳۶ برای راه‌آهن دولتی چکسلواکی ساخته شد.

## طراحی صنعتی
سبک استریم‌لاینینگ (Streamlining) را می‌توان نقطهٔ مقابل سبک کارکردگرایی (Functionalism) دانست که در همان زمان سبک طراحیِ پیشرو در اروپا بود. یکی از دلایل طراحی‌های ساده در کارکردگرایی، کاهش هزینه‌های تولید اقلام بود تا تولید محصولات را برای طبقهٔ بزرگی از کارگران اروپایی مقرون به صرفه سازد. استریم‌لاینینگ و کارکردگرایی دو مکتب متفاوت را در طراحی صنعتی مدرن نشان می‌دهند.

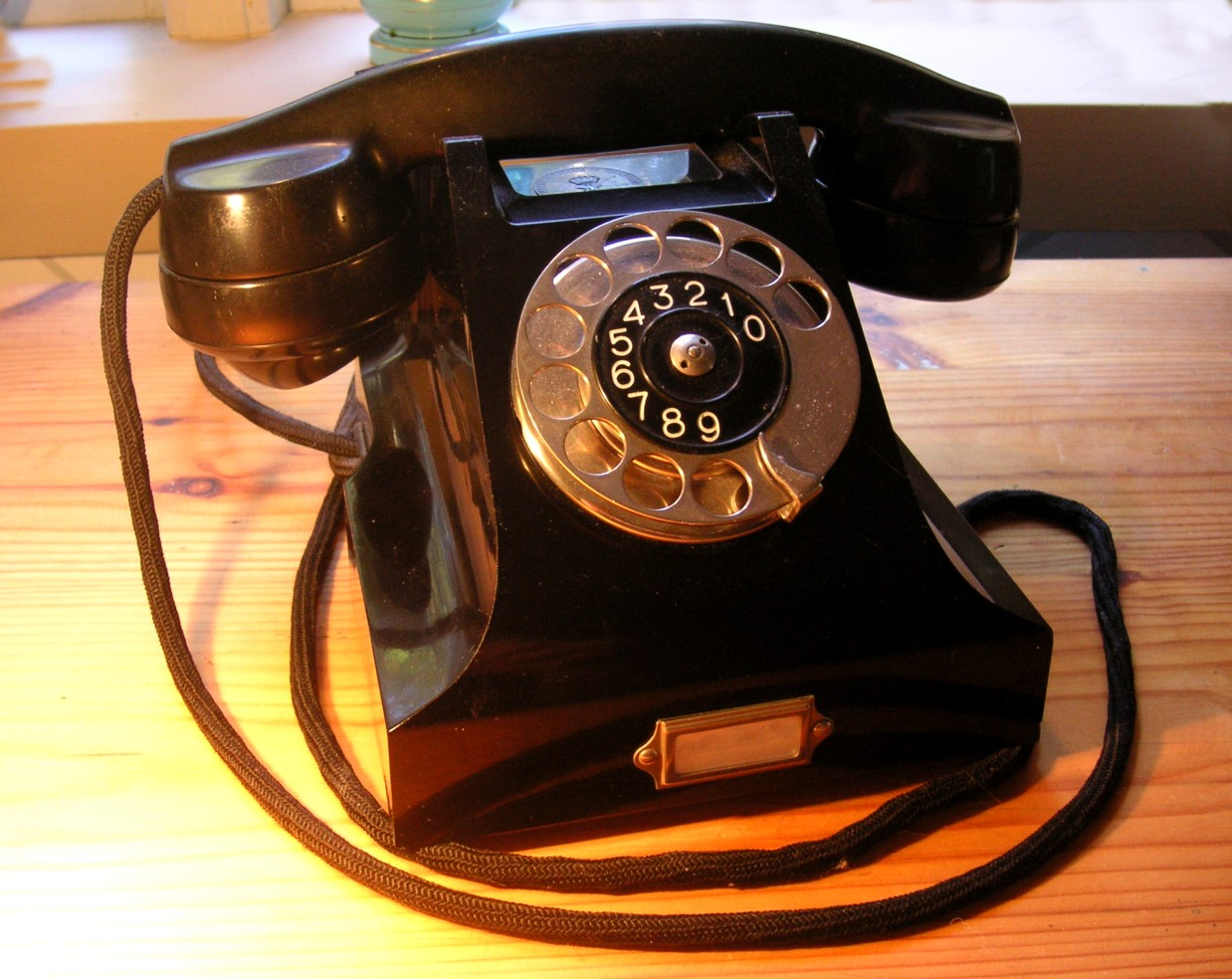
اولین تلفن از جنس باکالیت (۱۹۳۱)
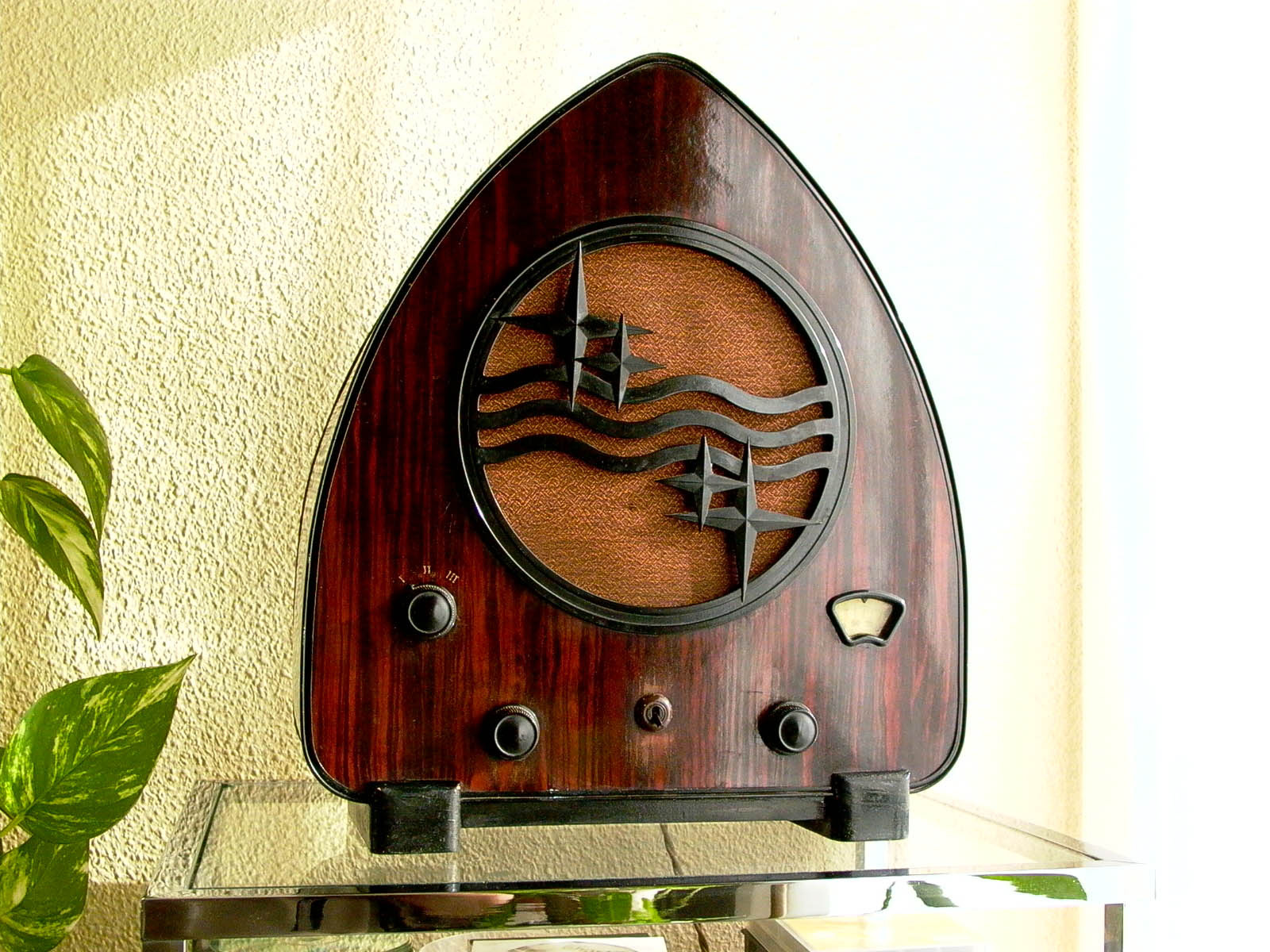
دستگاه رادیوی آرت دکوی فیلیپس (Philips) (1931)
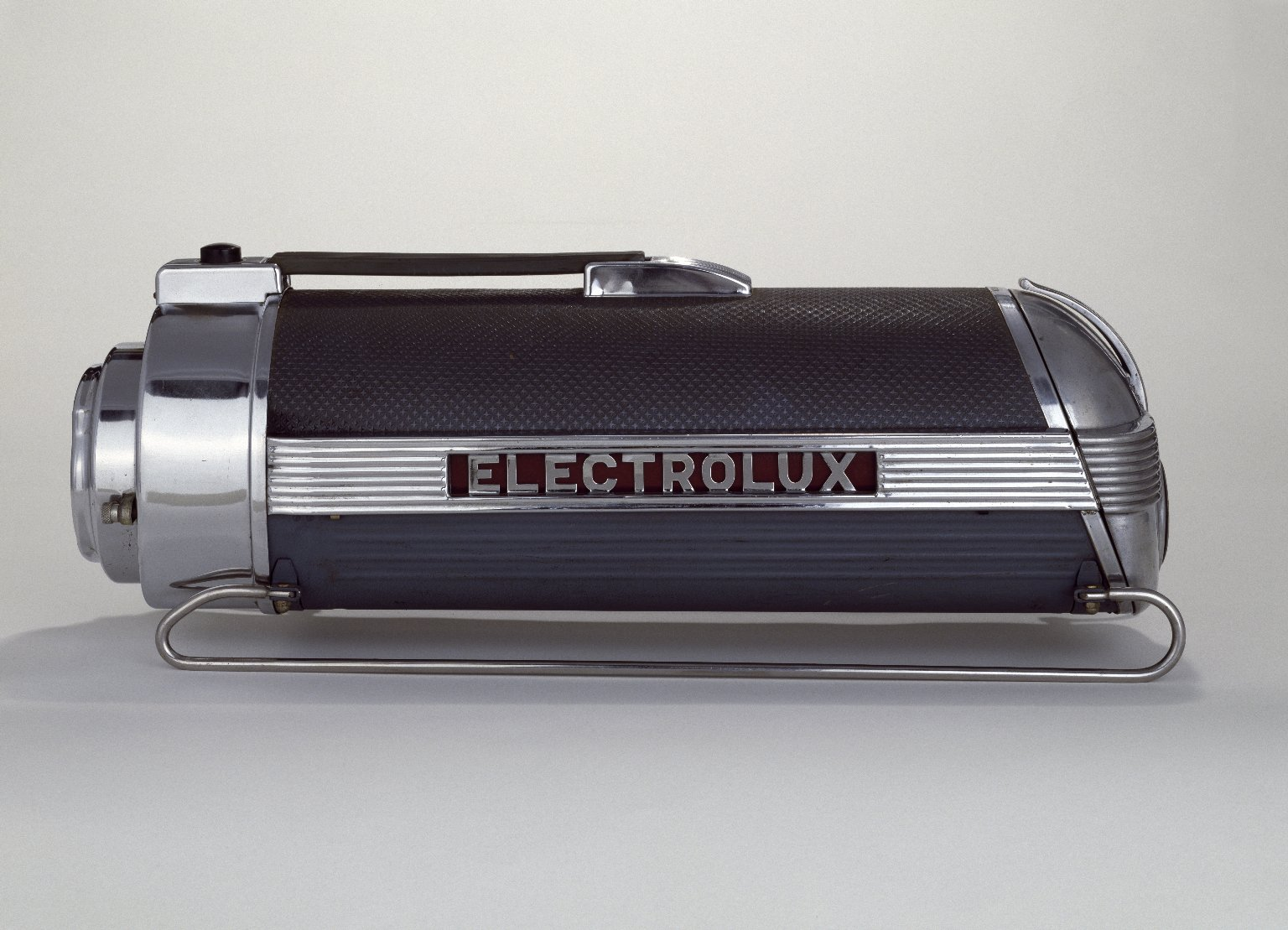
جاروبرقی الکترولوکس (Electrolux) (1937)
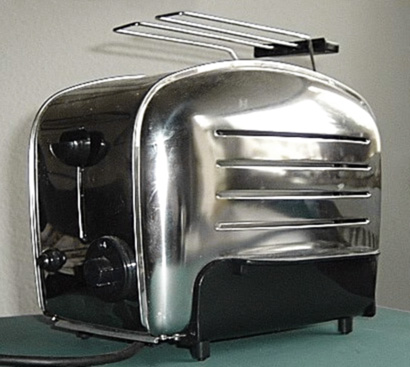
توستر استریم‌لاین
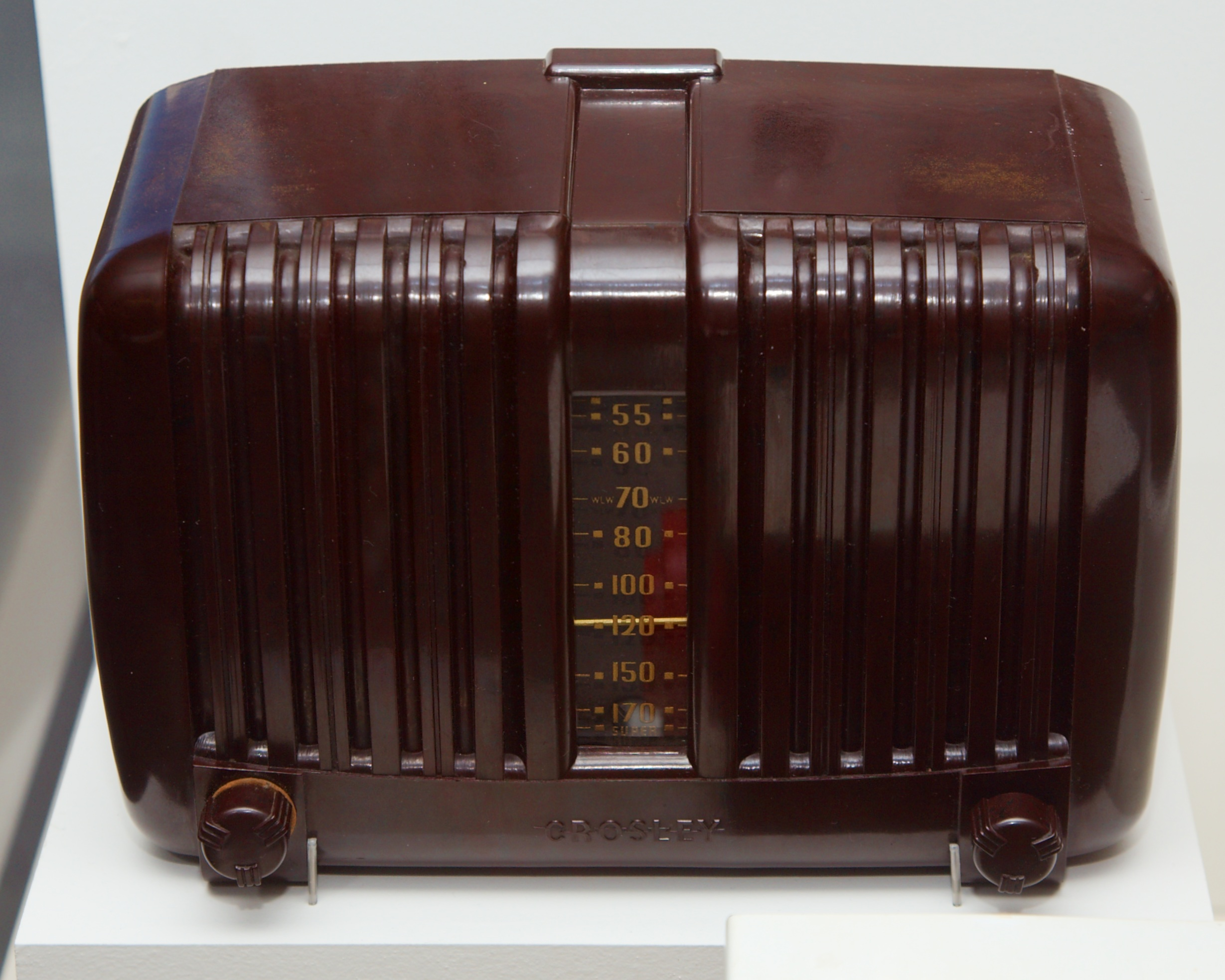
رادیوی استریم‌لاین از جنس باکلیت (۱۹۵۲)

## نمونه‌های قابل توجه دیگر
- ۱۹۲۳: موسه‌هاوس (Mossehaus) برلین؛ بازسازی توسط: اریش مندلسون و ریچارد نویترا.
- ۱۹۲۶: ترمینال اصلی فرودگاه لانگ بیچ، لانگ بیچ، کالیفرنیا.
- ۱۹۲۸: لاکهید وگا؛ طراحی شده توسط: جک نورثروپ؛ هواپیمای تک‌موتورهٔ با گنجایش شش سرنشین مورد استفادهٔ آملیا ارهارت.
- ۱۹۲۸: ساختمان دکتر (Doctor's Building)، کیف، اوکراین.
- ۱۹۲۸–۱۹۳۰: ساختمان اعتماد دائمی کانادا، تورنتو.
- ۱۹۳۰: هتل سترَند پالاس، لندن؛ سرسرا طراحی شده توسط: الیور پرسی برنارد (Oliver Percy Bernard).
- ۱۹۳۰–۱۹۳۴: عمارت برادوی (Broadway Mansions)، شانگهای؛ طراحی شده توسط: بی. فلیزر (B. Flazer) از پالمر و ترنر (Palmer and Turner).
- ۱۹۳۱: طبقهٔ هفتم ایتون (Eaton's Seventh Floor) در تورنتو، انتاریو، کانادا؛ طراحی شده توسط: ژاک کارلو (Jacques Carlu)، در فروشگاه پیشین ایتون.
- ۱۹۳۱: نیپیر، نیوزلند؛ پس از یک زلزله بزرگ به سبک آرت دکو و سبک استریم‌لاین مدرن بازسازی شد.
- ۱۹۳۱–۱۹۳۲: پلِرِر آوتومات (Plärrer Automat)، نورنبرگ، بایرن؛ طراحی شده توسط: معمار آلمانیِ همکار نازیها، والتر بروگمان (Walter Brugmann).
- ۱۹۳۱–۱۹۳۳: مرکز جی‌اُ همیلتون (Hamilton GO Centre)، همیلتون، انتاریو، کانادا؛ طراحی شده توسط: آلفرد تی. فلهایمر (Alfred T. Fellheimer).
- ۱۹۳۱–۱۹۴۴: خانهٔ سرالوز (Serralves House)، پورتو، پرتغال؛ طراحی شده توسط: خوزه مارکز داسیلوا (José Marques da Silva).
- ۱۹۳۲: ساختمان کلمبوس (Edifício Columbus)، سائو پائولو، برزیل (تخریب در ۱۹۷۱).
- ۱۹۳۲: ایستگاه متروی آرنوس گرو، لندن، انگلستان؛ طراحی شده توسط: چارلز هولدن.
- ۱۹۳۳: خانهٔ جوانان لیتوریو (Casa della Gioventù del Littorio)؛ طراحی شده توسط: لوئیجی مورتی (Luigi Moretti)، رم.
- ۱۹۳۳: ساختمان تای کداک (Ty Kodak) در کمپر، فرانسه؛ طراحی شده توسط: اولیر موردرل (Olier Mordrel).
- ۱۹۳۳: ایستگاه متروی ساوت‌گیت، لندن.
- ۱۹۳۳: برنهام بیچِز (Burnham Beeches) در شربروک، ویکتوریا، استرالیا؛ معمار: هری نوریس (Harry Norris).
- ۱۹۳۳: ساختمان مرل نورمن (Merle Norman Building)، سانتا مونیکا، کالیفرنیا. همچنین به تاریخچهٔ سانتا مونیکا، کالیفرنیا [English] نیز مراجعه کنید.
- ۱۹۳۳: هتل میدلند، مورکم (Midland Hotel, Morecambe)، مورکم، انگلستان.
- ۱۹۳۳: ساختمان لاپیدو (Edificio Lapido)، مونته ویدئو، اروگوئه.
- ۱۹۳۳–۱۹۴۰: فضای داخلی موزهٔ علم و صنعت شیکاگو، شیکاگو؛ طراحی شده توسط: آلفرد شاو (Alfred Shaw).
- ۱۹۳۴: پایونیر زفیر (Pioneer Zephyr)، اولین لوکوموتیوهای فولاد زنگ‌نزن استریم‌لاین ادوارد جی. باد (Edward G. Budd).
- ۱۹۳۴: تاترا تی۷۷، اولین طراحی استریم‌لاین خودرو در بازار انبوه.
- ۱۹۳۴: کرایسلر ایرفلو، دومین استریم‌لاین خودرو در بازار انبوه.
- ۱۹۳۴: هتل شانگری-لا، سنتا مونیکا، کالیفرنیا.
- ۱۹۳۴: ساختمان نیکلاس شیسر (Edifício Nicolau Schiesser)، سائو پائولو، برزیل (تخریب در ۲۰۱۴).
- ۱۹۳۵: ساختمان فورد (سن دیگو) (Ford Building (San Diego))، کالیفرنیا، پارک بالبوآ (Balboa Park).
- ۱۹۳۵: غرفهٔ دِ لا وار (De La Warr Pavilion)، بکسهیل-آن-سی، انگلستان.
- ۱۹۳۵: تالار پان پاسیفیک (Pan Pacific Auditorium)، لس آنجلس.
- ۱۹۳۵: ساختمان سرمایه‌گذاری بین‌المللی (Edificio Internacional de Capitalización)، مکزیکو سیتی، مکزیک.
- ۱۹۳۵: هیندنبورگ، اقامتگاه مسافران در زپلین.
- ۱۹۳۵: فضای داخلی خانهٔ لنزدان (Lansdowne House) واقع در میدان برکلی (Berkeley Square) در می‌فر، لندن.
- ۱۹۳۵: ساختمان سیستم هیدروالکتریک همیلتون، همیلتون، انتاریو، کانادا.
- ۱۹۳۵: کشتی ام‌وی کالاکالا، اولین کشتیِ ترابری استریم‌لاین جهان.
- ۱۹۳۵: ساختمان مهندسین و تکنسین‌ها، کیف، اوکراین.
- ۱۹۳۵–۱۹۳۸: مؤسسه ملی پخش رادیویی بلژیک سابق یا [خانهٔ رادیو (Maison de la Radio)] معروف به: ساختمان فلاژه در میدان اوژن فلاژه (Eugène Flagey Square) در شهر ایکسل (بروکسل)؛ اثر: ژوزف دیونگرا (Joseph Diongre).
- ۱۹۳۵–۱۹۵۶:های تاور کورت (High Tower Court)، هالیوود هایتس (Hollywood Heights)، لس آنجلس.[۱۴]
- ۱۹۳۶: لاسیپالاتسی، در هلسینکی، فنلاند؛ ساختمان اداری (به سبک کارکردگرا) و اکنون مرکز فرهنگی و رسانه ای.
- ۱۹۳۶: فلورین کورت، در چارترهاوس اسکوئر؛ ساخته شده توسط: گای مورگان و شرکاء (Guy Morgan and Partners).
- ۱۹۳۶: کارخانهٔ کامپانا (Campana Factory)، کارخانه‌ای تاریخی در بتیویا، ایلینوی.
- ۱۹۳۶: ساختمان گوارانی (Edifício Guarani)، سائو پائولو، برزیل.
- ۱۹۳۶: تئاتر نوردیک (Nordic Theater)، مارکیوت، میشیگان.
- ۱۹۳۷: مرکز نمایشگاهی ارلز کورت، لندن.
- ۱۹۳۷: ایستگاه متروی ارلز کورت، لندن، روبروی نمایِ نمایشگاه ارلز کورت.
- ۱۹۳۷: پایانهٔ اتوبوس‌رانی گری‌هاند در بلایت‌ویل، آرکانزاس.
- ۱۹۳۷: ریحنت کورت (Regent Court)، آپارتمان‌های مسکونی در جادهٔ برَدفیلد، هیلزبورو، شفیلد.
- ۱۹۳۷: ساختمان مالوک (Malloch Building)، آپارتمان‌های مسکونی در ۱۳۶۰ خیابان مونتگومری (Montgomery Street) در سانفرانسیسکو.
- ۱۹۳۷: شرکت مواد شیمیایی بی بی (B B Chemical Company)، در کمبریج، ماساچوست؛ ساخته شده توسط: شرکت معماری کولیج، شپلی، بولفینچ و ابوت (Coolidge, Shepley, Bulfinch & Abbott).
- ۱۹۳۷: غرفهٔ بلژیک، در نمایشگاه بین‌المللی، پاریس.
- ۱۹۳۷: استودیو TAV (رستوران برنمن) (Brenemen's Restaurant)، هالیوود.
- ۱۹۳۷: باغ وحش دادلی (Dudley Zoo)، دادلی، بریتانیا.
- ۱۹۳۷: انبارِ شرکت هِکت (Hecht Company Warehouse)، واشینگتن، دی.سی..
- ۱۹۳۷: تئاتر مینروا (یا مترو) (Minerva (or Metro) Theatre) و ساختمان مینروا، پاتس پوینت (نیو ساوت ولز)، استرالیا.
- ۱۹۳۷: ساختمان بِیتر (Bather's Building) در منطقهٔ تاریخی پارک آبی (Aquatic Park Historic District)، که اکنون موزهٔ دریایی پارک ملی تاریخی دریایی سانفرانسیسکو (The San Francisco Maritime National Historical Park Maritime Museum) است.
- ۱۹۳۷: بارنوم هال (Barnum Hall) (تالار دبیرستان)، سنتا مونیکا، کالیفرنیا.
- ۱۹۳۷: ساختمان شرکت جی. دَبلیو. ناپ (J.W. Knapp Company Building) (فروشگاه بزرگ)، لنسینگ، میشیگان.
- ۱۹۳۷: بازار وان چای (Wan Chai Market)، وان چای، هنگ کنگ.
- ۱۹۳۷: مرکز خرید ریور اوکس (River Oaks Shopping Center)، هیوستون.
- ۱۹۳۷: ساختمان بورس اوراق‌بهادار تورنتو، ترکیبی از آرت دکو و استریم‌لاین مدرن.
- ۱۹۳۷: کارخانهٔ جام لعابدار شیشه‌ای پیتسبورگ (Pittsburgh Plate Glass Enamel Plant)، در میلواکی، ویسکانسین؛ اثر: الکساندر سی. اشوایلر (Alexander C. Eschweiler).
- ۱۹۳۷: پایانهٔ قدیمی اتوبوس‌رانی گری‌هاند (جکسون، میسیسیپی) (Old Greyhound Bus Station (Jackson, Mississippi)).
- ۱۹۳۷: تئاتر گرامرسی (Gramercy Theatre)، نیویورک سیتی.
- ۱۹۳۸: ساختمان اسلینگر (Esslinger Building)، سن خوان کپیسترانو، کالیفرنیا.
- ۱۹۳۸: دبیرستان مارک کِپِل (Mark Keppel High School)، آلهامبرا، کالیفرنیا.
- ۱۹۳۸: پایانهٔ اتوبوس‌رانی گری‌هاند (اوانزویل، ایندیانا) (Greyhound Bus Terminal (Evansville, Indiana)).
- ۱۹۳۸: قطار مسافربری سریع‌السیر انحصاری قرن بیستم (The 20th Century Limited) در راه‌آهن مرکزی نیویورک (New York Central Railroad)، نیویورک سیتی.
- ۱۹۳۸: بیمارستان سگ و گربهٔ جونز (Jones Dog & Cat Hospital)، وست هالیوود، کالیفرنیا؛ معماری توسط: والتر وردمن (Walter Wurdeman) و ولتون بکت (Welton Becket) (بازسازی ساختمان اصلی ۱۹۲۸).[۱۵]
- ۱۹۳۸: ایستگاه اتوبوس گری‌هاند (کلمبیا، کارولینای جنوبی) (Greyhound Bus Depot (Columbia, South Carolina)).
- ۱۹۳۸: مارین کورت (Marine Court)، سینت لئوناردز، ساسکس شرقی، انگلستان.
- ۱۹۳۹: مجتمع مسکونی بِ‌گِ‌کا (Zespół mieszkaniowy BGK)؛ معماری توسط: استانیسلاو ژئلوفسکی (Stanisław Ziołowski)، گدنیا، لهستان.
- ۱۹۳۹: دبیرستان بارتلزویل (Bartlesville High School)، بارتلزویل، اکلاهما.
- ۱۹۳۹: اولین کلیسای رهایی (First Church of Deliverance)، شیکاگو، ایلینوی.
- ۱۹۳۹: پایانهٔ هواییِ نیروی دریایی فرودگاه لاگواردیا، نیویورک.
- ۱۹۳۹: غذاخوری رود آیلند (Road Island Diner)، اوکلی، یوتا.
- ۱۹۳۹: هتل آلبیون (Albion Hotel)، ساوت بیچ، میامی بیچ، فلوریدا.
- ۱۹۳۹: نمایشگاه جهانی نیویورک (New York World's Fair).
- ۱۹۳۹: هتل کاردوزو (Cardozo Hotel)، اوشن درایو، ساوت بیچ، میامی بیچ، فلوریدا.
- ۱۹۳۹: ساختمان دیلی اکسپرس، منچستر (Daily Express Building, Manchester)، انگلستان.
- ۱۹۳۹: ایستگاه متروی فینچلی شرقی، لندن، انگلستان.
- ۱۹۳۹: اپلبی لادج (Appleby Lodge)، منچستر، انگلستان.
- ۱۹۴۰: جوک‌باکس گَبِل کورو (Gabel Kuro Jukebox)؛ طراحی توسط: بروکس استیونز (Brooks Stevens).
- ۱۹۴۰: ایستگاه اتوبوس ان آربر (Ann Arbor Bus Depot)، ان آربر، میشیگان.
- ۱۹۴۰: ساختمان حای علایی (Jai Alai Building)، خیابان تَفت (Taft Avenue) مانیل، فیلیپین (تخریب در ۲۰۰۰).
- ۱۹۴۰: هالیوود پالادیوم، لس آنجلس، کالیفرنیا.
- ۱۹۴۰: ایستگاه راه‌آهن یونیون پاسیفیک لاس وگاس، نوادا.
- ۱۹۴۰: سینمای ریوولی (Rivoli Cinemas)، ۲۰۰ جادهٔ کامبرول (200 Camberwell Road)، هاتورن شرقی، ملبورن، استرالیا.
- ۱۹۴۰: ورزشگاه پاکائمبو، سائو پائولو، برزیل.
- ۱۹۴۱: هتل آوالون (Avalon Hotel)، اوشن درایو (Ocean Drive)، ساوت بیچ، میامی بیچ، فلوریدا.
- ۱۹۴۲: هتل نورماندی (Normandie Hotel)، سان خوآن، پورتوریکو.
- ۱۹۴۲: ساختمان بانک ملی بازرگانی (Mercantile National Bank Building)، دالاس.
- ۱۹۴۲: ایستگاه رادیویی یادبود موزیک (Musick Memorial Radio Station)، اوکلند، نیوزیلند.
- ۱۹۴۳: ساختمان تروسارجی (Edifício Trussardi) در سائو پائولو، برزیل.
- ۱۹۴۴: تئاتر هانتریج (Huntridge Theater)، لاس وگاس، نوادا.
- ۱۹۴۵: ماسکَتز موتورز (Muscats Motors)، گزیرا، مالت.
- ۱۹۴۵: ایستگاه راه‌آهن رسانو گارسیا (Ressano Garcia)، موزامبیک.
- ۱۹۴۶: ساختمان جری (Gerry Building)، لس آنجلس، کالیفرنیا.
- ۱۹۴۶: کارخانهٔ بطری‌سازی کانادا درای (Canada Dry Bottling Plant)، سیلور اسپرینگ، مریلند.
- ۱۹۴۶: تئاتر برادوی (Broadway Theatre)، ساسکاتون، ساسکاچوان.
- ۱۹۴۹: باغ‌های یادبود سو (Sault Memorial Gardens). سو سنت‌ماری، انتاریو.
- ۱۹۵۱: ساختمان بانک فدرال رزرو (Federal Reserve Bank Building)، سیاتل، واشینگتن.
- ۱۹۵۴: تئاتر پواتیه (Poitiers Theater)، طراحی شده توسط: ادوارد لاردیلیه (Édouard Lardillier).
- ۱۹۵۵: ایت فورتی وان (Eight Forty One) (ساختمان بیمهٔ عمر احتیاطی سابق)، جکسونویل، فلوریدا؛ طراحی شده توسط: شرکت معمارا کِی‌بی‌جِی (KBJ Architects).
- ۱۹۵۷: اسکلهٔ گذرگاه ادینبورگ پلِیس (Edinburgh Place Ferry Pier) (اسکلهٔ گذرگاه ستاره، مرکزی)، هنگ کنگ (تخریب در ۲۰۰۶).
- ۱۹۵۷: اسکلهٔ گذرگاه تسیم شا تسویی (Tsim Sha Tsui Ferry Pier)، هنگ کنگ.
- ۱۹۶۵: اسکلهٔ گذرگاه هونگ هوم (Hung Hom Ferry Pier)، هنگ کنگ.
- ۱۹۶۸: اسکلهٔ وان چای (Wan Chai Pier)، هنگ کنگ (تخریب در ۲۰۱۴).

## در سینما
- تانک‌ها، هواپیماها و ساختمان‌ها در فیلم «آنچه در پیش است» (Things to Come) محصول ۱۹۳۶ میلادی، به کارگردانی: ویلیام کمرون مینزیز.
- ساختمان‌های موجود در فیلم «افق گمشده» محصول ۱۹۳۷ میلادی، به کارگردانی: فرانک کاپرا، طراحی شده توسط: استیفن گوسون (Stephen Goosson).
- طراحی «شهر زمرد» در فیلم «جادوگر شهر اُز» محصول ۱۹۳۹ میلادی و به کارگردانی: ویکتور فلمینگ.
- کلاه و موشک شخصیت اصلی در فیلم «موشک‌زن» محصول ۱۹۹۱ میلادی و به کارگردانی: جو جانستون.
- آپارتمان‌های برج مرتفع، در فیلم «خداحافظی طولانی» محصول ۱۹۷۳ میلادی، به کارگردانی: رابرت آلتمن و فیلم «مرگ دوباره» محصول ۱۹۹۱ میلادی و به کارگردانی: کنت برانا.[۱۶]
- آپارتمان مسکونی ساختمان مالوک در ۱۳۶۰ خیابان مونتگومری در سانفرانسیسکو که به عنوان مکان سکونت شخصیت لورن باکال در فیلم «گذرگاه تاریک» محصول ۱۹۴۷ میلادی به کارگردانی: دلمر دیوز است.